# Józef Gosławski

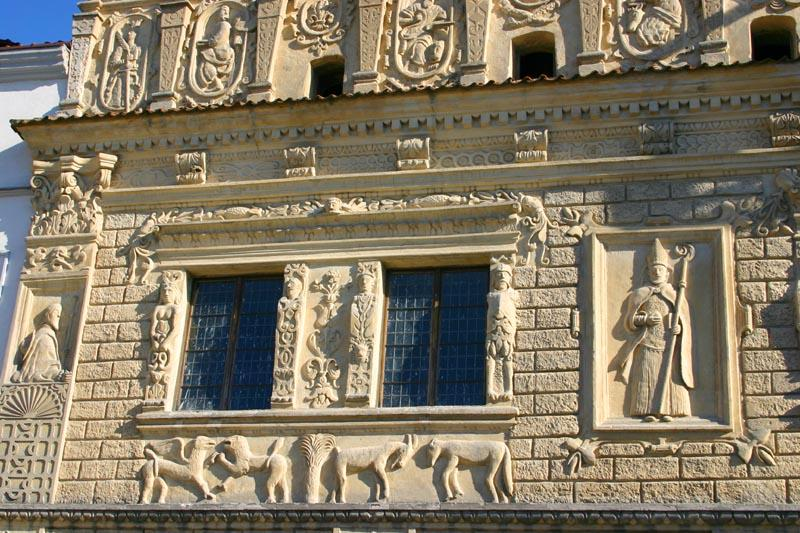
Kamienica Przybyłów „Pod św. Mikołajem” restaurowana przez Józefa Gosławskiego po II wojnie światowej

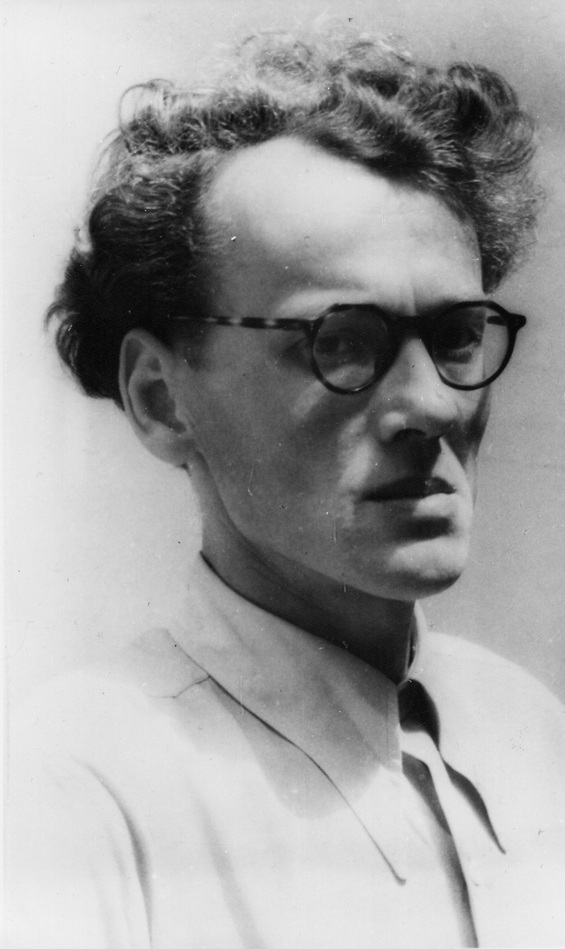
Józef Gosławski (lata 40.)

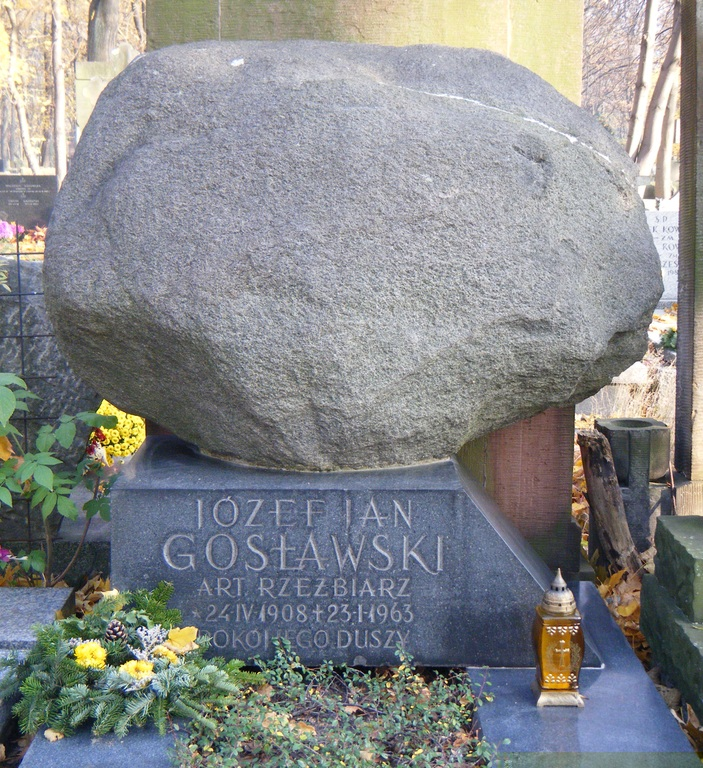
Grób Józefa Gosławskiego na cmentarzu Powązkowskim (kw. 99)

Józef Jan Gosławski (ur. 24 kwietnia 1908 w Polanówce w dzisiejszym powiecie opolskim województwa lubelskiego, zm. 23 stycznia 1963 w Warszawie) – polski rzeźbiarz i medalier. Projektant monet PRL (m.in. 5 zł z wizerunkiem rybaka, 10 zł z Kopernikiem), pomników (m.in. Chopina w Żelazowej Woli, Mickiewicza w Gorzowie Wielkopolskim) i medali (m.in. Rok 1939, Bolesław Chrobry, 1000-lecie Chrztu Polski). W jego twórczości widoczne są wpływy kubizmu, koncepcji Stanisława Szukalskiego, środowiska Polskiej Sztuki Stosowanej, a także sztuki antycznej i renesansowej.
Znaczna część jego dorobku twórczego (przede wszystkim przedwojennego) nie zachowała się. Ocalałe prace znajdują się głównie w kolekcjach prywatnych oraz w zbiorach muzeów i placówek kulturalnych w Polsce i na świecie. Józef Gosławski był laureatem licznych konkursów artystycznych, uczestnikiem wielu wystaw indywidualnych i zbiorowych. W swoim życiu związany m.in. z Wąwolnicą, Kazimierzem Dolnym, Krakowem, Warszawą, Rzymem i Poznaniem. Zajmował stanowiska kierownicze w Okręgu Poznańskim i Zarządzie Głównym ZPAP. Odznaczony m.in. Srebrnym Krzyżem Zasługi.

## Życiorys

### Pochodzenie i dzieciństwo
| 4. Wawrzyniec Gosławski  |  |                                 |  |  |                                |
|                          |  | 2. Antoni Gosławski (1875-1950) |  |  |                                |
| 5. Leokadia Łuszczyńska  |  |                                 |  |  |                                |
|                          |  |                                 |  |  | 1. Józef Gosławski (1908-1963) |
| 6. Apolinary Łuszczyński |  |                                 |  |  |                                |
|                          |  | 3. Stefania Łuszczyńska         |  |  |                                |
| 7. Walentyna Sobczyńska  |  |                                 |  |  |                                |
|                          |  |                                 |  |  |                                |

Józef Gosławski przyszedł na świat 24 kwietnia 1908 w miejscowości Polanówka na Lubelszczyźnie ówcześnie stanowiącej część ziem zaboru rosyjskiego. Jego ojcem był Antoni Gosławski (z zawodu kowal), a matką Stefania z domu Łuszczyńska. Rodzina spokrewniona była z Maurycym Gosławskim – poetą, uczestnikiem kampanii tureckiej i powstańcem listopadowym. Józef Gosławski ochrzczony został w kościele parafialnym pw. śś. Floriana i Urszuli w Wilkowie. Dzieciństwo spędził w pobliskiej Wąwolnicy, wraz z czworgiem rodzeństwa – Zygmuntem (1898–1976), Anną (1903–1986), Aleksandrą (1913–1990) i Stanisławem (1918–2008) – późniejszym rzeźbiarzem, twórcą licznych dzieł z zakresu rzemiosła artystycznego.

### Lata 20. i 30.
W 1923, po ukończeniu szkoły podstawowej w Wąwolnicy, zdał egzamin na Akademię Sztuk Pięknych w Krakowie, ale z powodu zbyt młodego wieku nie został przyjęty. Rozpoczął wówczas naukę w lubelskim Seminarium Nauczycielskim, jednak już po miesiącu zrezygnował i jako miejsce swej edukacji artystycznej wybrał założoną przez Jana Koszczyc-Witkiewicza Szkołę Rzemiosł Budowlanych w Kazimierzu Dolnym. W międzyczasie podejmował też pracę u jednego z warszawskich kupców, a także w zakładzie snycerskim Żywulskiego w Nałęczowie. W 1927 rozpoczął naukę w Państwowej Szkole Sztuk Zdobniczych i Przemysłu Artystycznego w Krakowie (PSSZiPA). Jego nauczycielem był wówczas m.in. Henryk Uziembło. W szkole nawiązał także znajomość z Witoldem Chomiczem, z którym w przyszłości się przyjaźnił. W tym okresie mieszkał w bursie prowadzonej przez oo. jezuitów, pracując dorywczo w fabryce mebli.
Ważną cezurę w rozwoju artystycznym Józefa Gosławskiego stanowi rok 1929. Ukończył wówczas I i II kurs PSSZiPA, a także wziął udział w pierwszej zbiorowej wystawie rzeźby. W tym samym roku młody artysta nawiązał przejściowy kontakt z grupą Stanisława Szukalskiego, która stawiała się w opozycji do środowiska profesorów krakowskiej ASP. Ostatecznie nie zdecydował się zostać członkiem Szczepu Rogate Serce, jednak w późniejszych okresach myśl twórcza Szukalskiego wielokrotnie inspirowała Józefa Gosławskiego w jego działalności artystycznej. Wbrew hasłom Stacha z Warty kontynuował naukę w Szkole na Wydziale Specjalnym Rzeźby, którą zakończył w 1932 z wynikiem bardzo dobrym, a następnie rozpoczął studia w krakowskiej Akademii Sztuk Pięknych w pracowni profesora Xawerego Dunikowskiego. Po pierwszym semestrze został jednak relegowany z uczelni z powodu problemów związanych z opłacaniem czesnego. W tym samym roku wziął udział w Międzynarodowej Wystawie Karykatury w Wiedniu (w Künstlerhaus), gdzie wyróżniono dwie jego prace rzeźbiarskie – Piłsudski i Kasztanka oraz Dunikowski.
W 1933 odbyła się pierwsza indywidualna wystawa jego dzieł. Zorganizowano ją w Pałacu Sztuki w Krakowie, a jej otwarcia dokonał Ludwik Solski. Jeszcze podczas wernisażu Gosławski otrzymał od Dunikowskiego propozycję powrotu na uczelnię, z której jednak nie skorzystał. W październiku tego samego roku zapisał się do ASP w Warszawie, gdzie przyjęto go na drugi rok bez egzaminów. Pobierał nauki w pracowni rzeźby profesora Tadeusza Breyera. Udało mu się także uzyskać stypendium na wyjazd do Włoch, w czym pomogli pracownicy Kancelarii Cywilnej Prezydenta RP – Stefan Głuchowski i Jan Sampolski.
24 lutego 1935 Józef Gosławski wyjechał do Rzymu, by rozpocząć studia na Reale Accademia di Belle Arti e Liceo Artistico. Wykonana przezeń w glinie praca została oceniona na tyle wysoko, że zalecono mu jedynie uzupełnienie przedmiotów teoretycznych – trafił wówczas do pracowni profesora Angelo Zanelliego. W tym czasie nawiązał kontakty z innymi przedstawicielami polskich środowisk twórczych w Wiecznym Mieście – m.in. z Wiktorem Mazurowskim, Michałem Paszynem, Janem Dzieślewskim i Krystyną Dąbrowską. Gdy w 1936 powstała Polska Organizacja Artystów Plastyków „Kapitol” Józef Gosławski został jej wiceprezesem. W tym samym roku prezentował również swoje prace na wystawie tej grupy w Rzymie.
W roku następnym artysta zdał egzamin z języka włoskiego i w czerwcu otrzymał dyplom Królewskiej Akademii Sztuk Pięknych. Pozostał jednak we Włoszech, gdzie odbywał podróże po kraju, studiował sztukę antyczną i renesansową oraz rozwijał kontakty z Antonim Madeyskim, Krystyną Dąbrowską, Józefem i Łucją Oźminami oraz Lechem i Heleną Grześkiewiczami. Tworzył również kolejne dzieła; uczestniczył też w kolejnej wystawie rzeźby w Rzymie. 19 lipca 1939 powrócił do Polski, gdyż od 1 września miał objąć stanowisko konserwatora w Zamku Królewskim w Warszawie. Dorobek twórczy z pobytu w Italii zaginął jednak podczas transportu. Według różnych relacji część dzieł, w tym m.in. Popiersie Piłsudskiego, mogła trafić do zamku Villa del Catajo w północnych Włoszech, jednak dalsze ich losy nie są znane. Informacje o znajdowaniu się rzeźb Gosławskiego w Villa del Catajo zostały zweryfikowane przez rodzinę artysty i okazały się fałszywe.
Objęcie stanowiska na Zamku zostało uniemożliwione przez wybuch II wojny światowej. We wrześniu, zgodnie z rozkazem płk. Umiastowskiego, opuścił stolicę udając się w kierunku Zaleszczyk. Przedostał się do Nieświeża, do swojej siostry Anny Ellert. Nauczał wówczas rysunku w miejscowej szkole, prowadzonej przez zakonnice.

### Lata 40.
W styczniu 1940 Józef Gosławski razem z siostrą przybył do Wąwolnicy, gdzie spędził lata okupacji niemieckiej. Służbę wojskową uniemożliwiał mu astygmatyzm, współpracował jednak z organizacjami podziemnymi. Podczas lat wojny utrzymywał się z wytwarzania przedmiotów artystycznych. Zajął się również edukacją artystyczną swojego młodszego brata – Stanisława. Zwrócił się także ku twórczości medalierskiej – powstały wówczas m.in. medale o tematyce martyrologicznej. W 1943, podczas pracy nad jednym z nich miała miejsce rewizja SS-manów, jednak dzieło w ostatniej chwili zostało schowane.
Po zakończeniu działań wojennych Józef Gosławski przybył do Kazimierza Dolnego, gdzie z własnej inicjatywy rozpoczął prace restauratorsko-konserwatorskie przy kamienicy Pod Świętym Mikołajem. Później nad konserwacją nadzór objęło Ministerstwo Kultury i Sztuki, które reprezentował ówczesny konserwator wojewódzki – Jan Zachwatowicz. W pracy, prowadzonej w sezonach letnich, Józefowi Gosławskiemu pomagał brat Stanisław, a od 1948 także żona artysty, Wanda. Z tego okresu pochodzi cykl rysunków i kilka akwareli.
W 1947 Józef Gosławski został zatrudniony jako zastępca profesora w Państwowej Wyższej Szkole Sztuk Plastycznych w Poznaniu, gdzie powierzono mu kierownictwo Katedry Rzeźby w Metalu i Medalierstwa. Poznał tam studentkę PWSPP, Wandę Mankin, z którą ożenił się 25 września 1948. Zamieszkali wówczas przy ul. Promienistej, a pracownia rzeźbiarska znajdowała się przy ul. Szamarzewskiego. 5 sierpnia 1949 urodziła się ich pierwsza córka – Bożena Stefania. W 1948 Gosławski otrzymał pierwsze po wojnie duże zamówienie – wykonanie sgraffito oraz sześciu postaci świętych dla bazyliki archikatedralnej św. Jana Chrzciciela i św. Jana Ewangelisty w Lublinie.

### Lata 50. i 60.
Na początku lat 50. w ówczesnej Polsce zintensyfikowano wdrażanie doktryny socrealistycznej, szczególnie w dydaktyce. Reorganizacją zostały objęte wyższe uczelnie artystyczne w związku z czym Gosławski – mający przed wojną styczność m.in. z Szukalskim i środowiskami artystycznymi Rzymu – został z PWSSP zwolniony, o czym sam pisał w następujący sposób:

...ciekawi mnie, jak uporałeś się z trudnościami pierwszej, jak i drugiej reorganizacji Uczelni. Jeżeli chodzi o mnie, to nie miałem z tym wiele kłopotu – po prostu zostałem zwolniony, a moja pracownia zlikwidowana.

Wydarzenia te wpłynęły na pogorszenie sytuacji materialnej rodziny. Pracy artystycznej nie sprzyjały fatalne warunki w ówczesnej pracowni twórcy, takie jak przede wszystkim mała powierzchnia i złe oświetlenie. Mimo tego właśnie w latach 50. Józef Gosławski stworzył najważniejsze dzieła monumentalne. Najpierw przystąpił do konkursu na wykonanie dekoracji artystycznej dla powstającej wówczas w stolicy Marszałkowskiej Dzielnicy Mieszkaniowej. W wyniku jego rozstrzygnięcia otrzymał zlecenie na realizację grupa alegorycznej Muzyka – wykonał je w 1952. Przy pracy nad dziełem Józefowi Gosławskiemu pomagali żona i brat Stanisław, a za jego wykonanie artyście przyznany został Srebrny Krzyż Zasługi (1952). Jeszcze w tym samym roku rozpoczął prace nad pomnikiem mającym upamiętniać ofiary niemieckiego obozu karno-śledczego w Żabikowie. W 1955 powstał model pomnika Chopina (który ostatecznie w 1969 stanął w Żelazowej Woli), a w 1956 wykonany został pomnik Mickiewicza dla Gorzowa Wielkopolskiego.
W 1952 twórcę wybrano na stanowisko prezesa Okręgu Poznańskiego ZPAP, którą to funkcję pełnił przez dwie kadencje. 23 października 1952 Gosławskim urodziła się druga córka, Maria Anna. 28 lutego 1955 na wniosek Ministra Kultury i Sztuki rzeźbiarz został odznaczony Medalem 10-lecia Polski Ludowej (odznaczenie to zostało zaprojektowane przez niego samego w 1954). W 1956 Józef Gosławski z rodziną przeprowadził się do Warszawy na Saską Kępę, gdzie w ramach spółdzielni mieszkaniowej Kolektyw powstały domy szeregowe z pracowniami – w ich sąsiedztwie zamieszkali wówczas Józef Trenarowski, Adam Roman, Kazimierz Bieńkowski, Eugeniusz Żarkowski, Tadeusz Świerczek i Adam Procki. Gosławski uczestniczył w tym czasie w licznych wystawach, m.in. Circolo artistico w Katanii (1959) oraz brał udział w konkursach artystycznych, np. w Międzynarodowym Konkursie na pomnik w Oświęcimiu-Brzezince (1957), Konkursie na Pomnik Bohaterów Warszawy (I etap – 1958, II – 1959) oraz w konkursie na monety – 2, 5 i 10 zł (1958). Miał też wystawę indywidualną w Budapeszcie (1960).
W 1958 w ramach wymiany zorganizowanej przez ZPAP odbył podróż do Związku Sowieckiego, gdzie zwiedził m.in. Moskwę, Leningrad, Zagorsk i Jałtę. W 1961 Józefa Gosławskiego wybrano prezesem Sekcji Rzeźby Zarządu Głównego ZPAP. W dniu 12 października 1962 za cykl medali wojennych przyznano mu nagrodę Ministra Obrony Narodowej III stopnia. Zmarł nagle 23 stycznia 1963 w Warszawie. Pochowany na Starych Powązkach w Warszawie (kwatera 99, rząd 4, miejsce 21).

## Twórczość

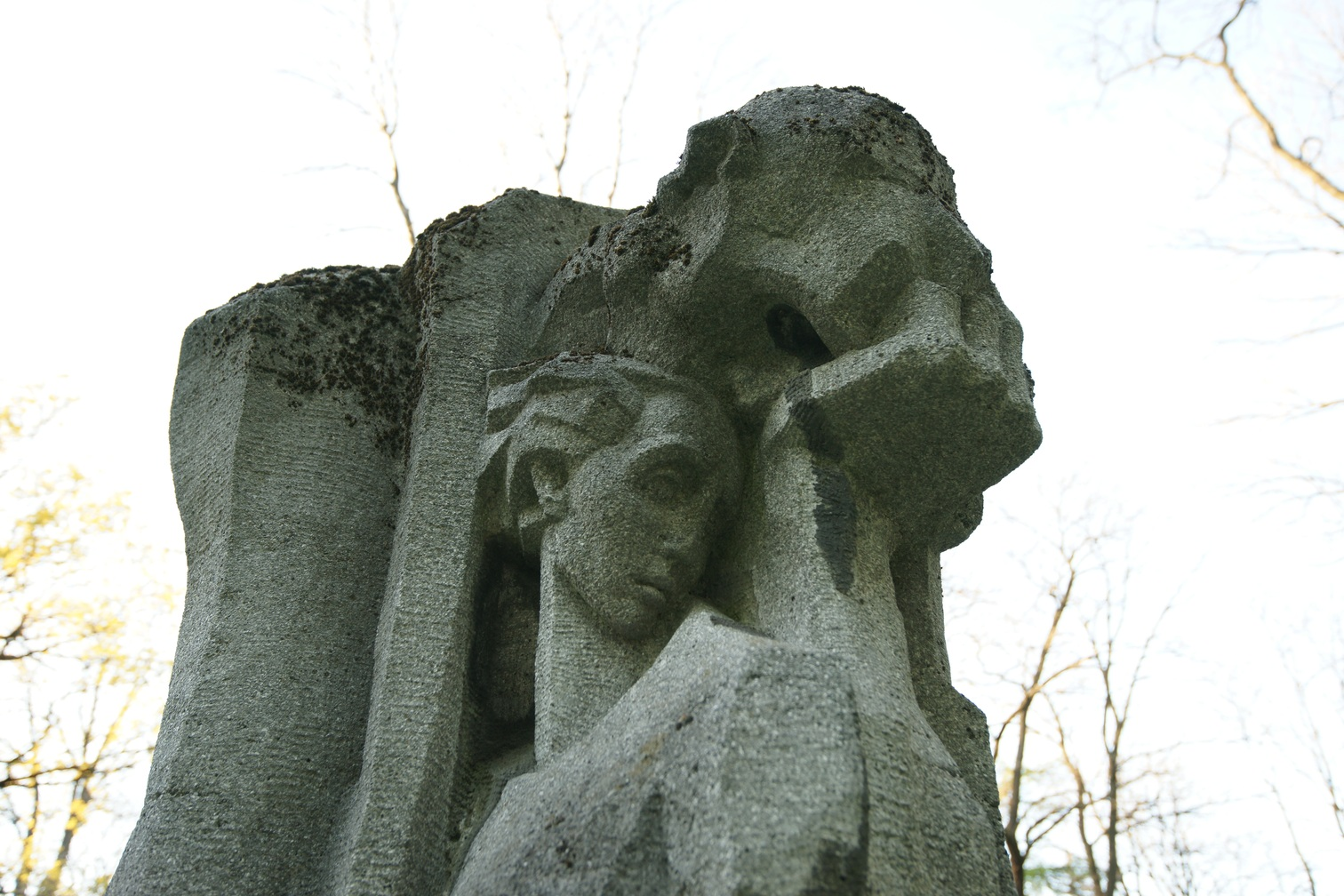
Nagrobek Janiny Gałowej z Rogalskich na cmentarzu Rakowickim w Krakowie (1932)

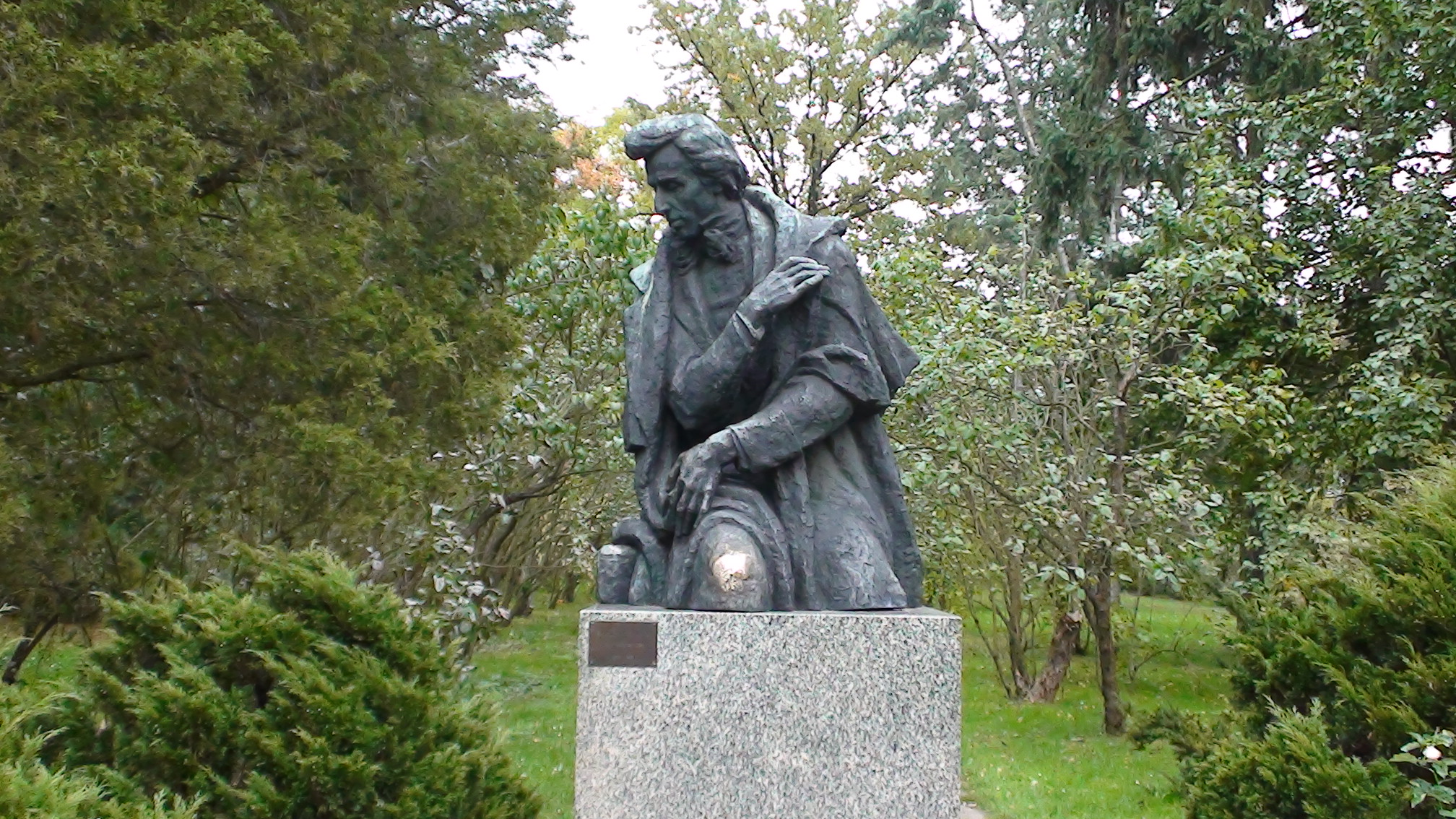
Pomnik Fryderyka Chopina w Żelazowej Woli (1955/1969)

Józef Gosławski pozostawił po sobie liczne realizacje w zakresie rzeźby pomnikowej i portretowej, medalierstwa, karykatury, jak również konserwacji i rysunku. Jego wczesne prace, w większości niezachowane lub zaginione, wykazują wpływy kubizmu (Karykatura własna artysty – ok. 1932–1933), idei Szukalskiego (Projekt pomnika Władysława Orkana – ok. 1929), a także form bliskich koncepcji artystów z kręgu Polskiej Sztuki Stosowanej (np. Projekt ołtarza ze św. Franciszkiem – 1932). Pobyt i studia we Włoszech oraz bezpośrednie zetknięcie się artysty z tamtejszą sztuką dodatkowo wpłynęły na zmianę widzenia artystycznego – świadczą o tym m.in. portrety Sycylijczyka, Marii Maro i Roberta (wszystkie wykonane w 1937). Wpływ antyku i włoskiego odrodzenia zauważalny jest również pierwszych pracach plakietach powstałych w Rzymie. Pełną analizę przedwojennej twórczości Józefa Gosławskiego uniemożliwiają luki w dokumentacji, szczególnie dorobku z okresu studiów włoskich, który zaginął podczas transportu do Polski w sierpniu 1939.
Warunki okupacji niemieckiej skłoniły artystę do zainteresowania się rękodzielnictwem oraz małymi formami rzeźbiarskimi. Powstałe wówczas medale w przeważającej części poświęcone zostały martyrologii narodu polskiego. Twórczość medalierską kontynuował także po wojnie. Na stałe wprowadził do tej dziedziny nowe koncepcje, szczególnie w odniesieniu do formy i kształtu. Stał się łącznikiem między pokoleniem Konstantego Laszczki i Józefa Aumillera a medalierami późniejszego okresu.
Kontynuował także twórczość w zakresie rzeźby monumentalnej – zrealizował m.in. pomnik Nigdy wojny w Żabikowie (1956), pomnik Mickiewicza w Gorzowie Wielkopolskim (1956), model pomnika Chopina (1955) (który stanął w Żelazowej Woli już po śmierci artysty) oraz Ołtarz Przemienienia Pańskiego (1960).
Dorobek twórczy Józefa Gosławskiego wykazuje wpływy wielu stylów i koncepcji artystycznych, wywodzących się z różnych kultur i epok, przez co nie zamyka się w jednorodnej formule. W jego pracach widoczne jest również zróżnicowanie formy, materiałów i skali. Zasadniczym spoiwem jego sztuki jest jednak przeważający w niej temat, czyli osoba ludzka przedstawiona zarówno jako postać heroiczna, jak i podczas codziennej egzystencji.

### Rzeźby

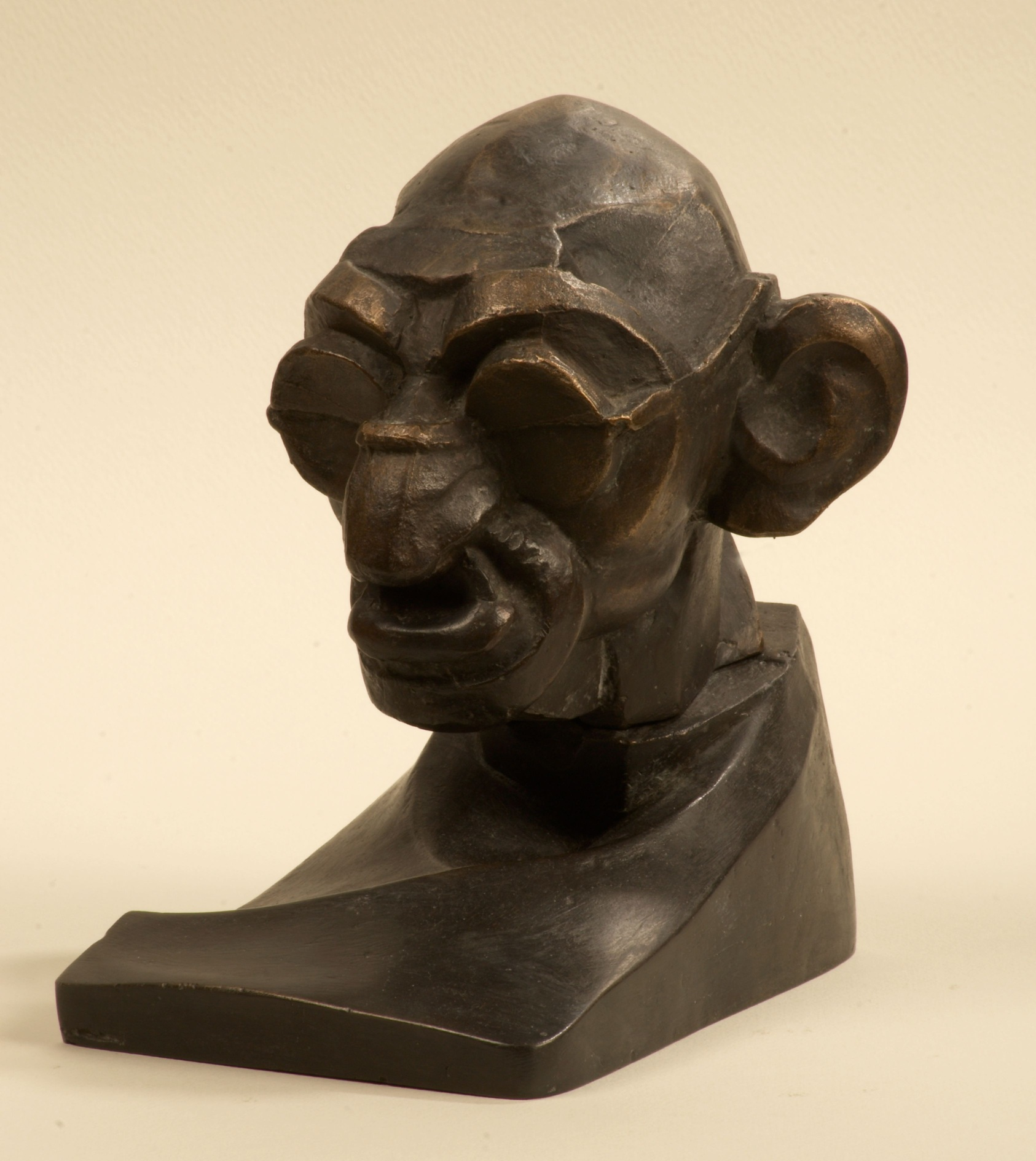
Karykatura Mahatmy Gandhiego (1932)

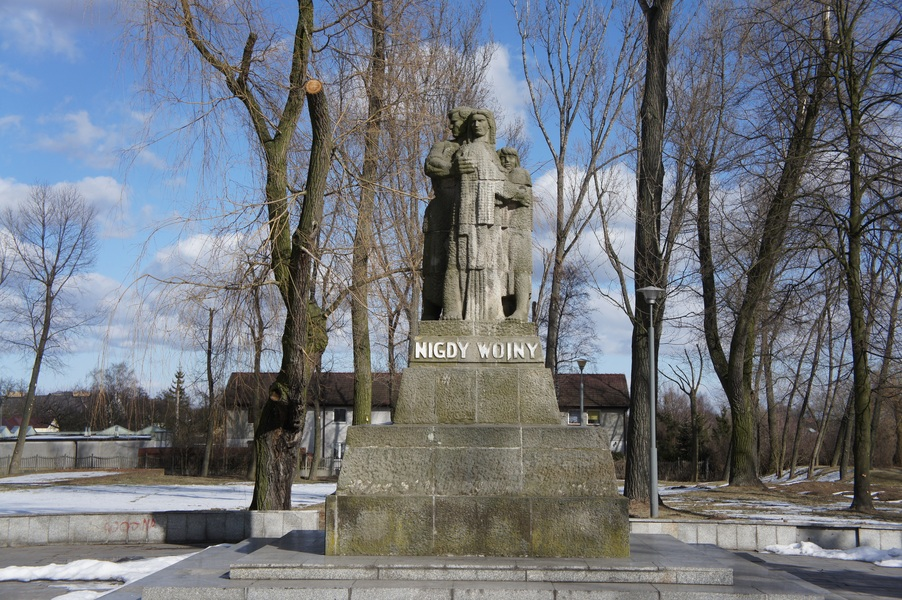
Pomnik Nigdy wojny na terenie dawnego obozu żabikowskiego w Luboniu (1956)

Wczesna twórczość rzeźbiarska Józefa Gosławskiego to okres, w którym artysta wielokrotnie nawiązywał do wypracowanych już koncepcji twórczych. Wyraźne są tu wpływy m.in. formistów (Portret Witolda Chomicza – 1927–1928), Xawerego Dunikowskiego (Nagrobek Janiny Gałowej z Rogalskich na cmentarzu Rakowickim – 1932) i Jana Szczepkowskiego (Projekt ołtarza ze św. Franciszkiem – 1932). Z kolei wpływ Stacha z Warty dał o sobie znać m.in. w Karykaturze Józefa Piłsudskiego i Kasztanki (ok. 1932). Cała seria karykatur rzeźbiarskich wykonanych przez Józefa Gosławskiego pokazuje też ewolucję jego rozwoju artystycznego – dopatrywać się w nich można również inspiracji twórczością Augusta Zamoyskiego i stylistyką art déco. W przedwojennych dziełach artysty czerpał również z dorobku sztuki starożytnego Egiptu, co związane jest m.in. z popularnością tego kierunku w ówczesnej Europie oraz z pobytem twórcy we Włoszech podczas wojny włosko-abisyńskiej. Jednak w całej twórczości przedwojennej Józefa Gosławskiego dominowały głównie wpływy Dunikowskiego i Szukalskiego. Słabo zachowana dokumentacja oraz zawirowania wojenne wpłynęły na trudności w tworzeniu opracowań dotyczących dokonań artysty z tego okresu – żaden katalog nie potwierdza np. informacji o możliwym współudziale Józefa Gosławskiego przy tworzeniu ze Stanisławem Kazimierzem Ostrowskim Pomnika Grunwaldzkiego na Wystawę Światową w Nowym Jorku w 1939, o czym wspomina jedynie Krzysztof Głuchowski.
Po wojnie artysta zwrócił się ku formom monumentalnym realizując grupę Muzyka (1952) na warszawskim MDM-ie i pomniki: Fryderyka Chopina w Żelazowej Woli (1955), Adama Mickiewicza w Gorzowie Wielkopolskim (1956) oraz Nigdy wojny (1956) poświęcony pamięci ofiar obozu w Żabikowie pod Poznaniem. Tworzył również portrety (m.in. Portret córki Bożenki – 1953 oraz Portret bratanka Janusza – 1958). W 1961 wykonał prawdopodobnie jedyny istniejący pełnopostaciowy pomnik Cypriana Kamila Norwida. W związku z organizowanymi w latach 50. i 60. konkursami rzeźbiarskimi Gosławski stworzył też wiele projektów, które nie zostały dotychczas zrealizowane, m.in. Pomnika Bohaterów Warszawy (1958/1959), Pomnika Żołnierzy I Armii WP (1959), Płonące getto (1962) oraz Pomnika Bolesława Prusa (1962). Równolegle powstawały dzieła o tematyce sakralnej – np. Krucyfiks (1943), postacie świętych dla katedry w Lublinie (1947–1948), czy też Ołtarz Przemienienia Pańskiego dla Masłowa Pierwszego pod Kielcami (1960). Dla kościoła w Masłowie Pierwszym, podobnie jak dla kościoła św. Jana Kantego w Poznaniu, wykonał stacje drogi krzyżowej. Spośród licznych projektów wykonywanych przez Józefa Gosławskiego zrealizowany został zespół płaskorzeźb z herbami polskich miast dla moskiewskiego hotelu Warszawa (1961).

### Medale i plakiety

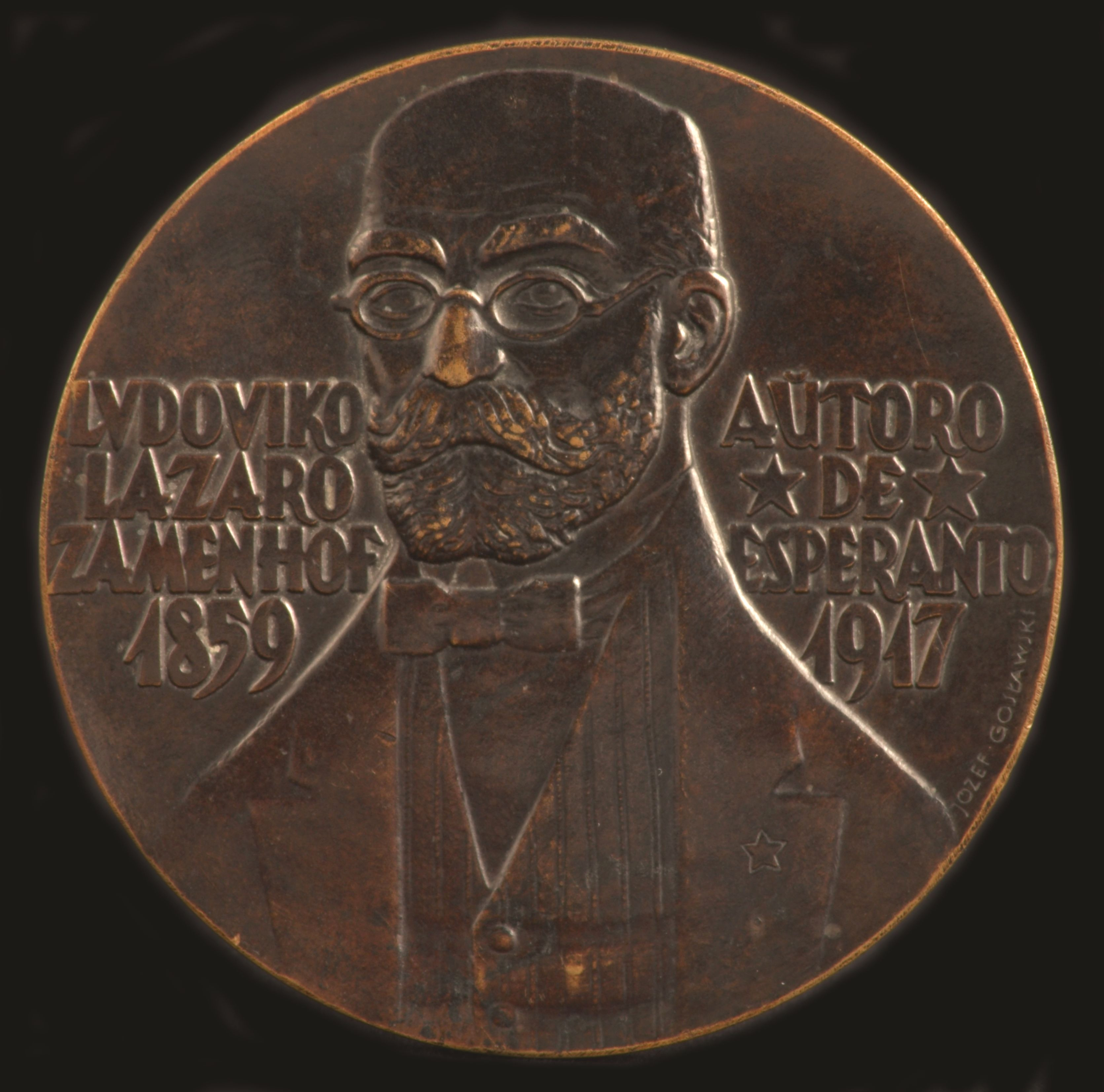
Awers medalu poświęconego Ludwikowi Zamenhofowi (1959])

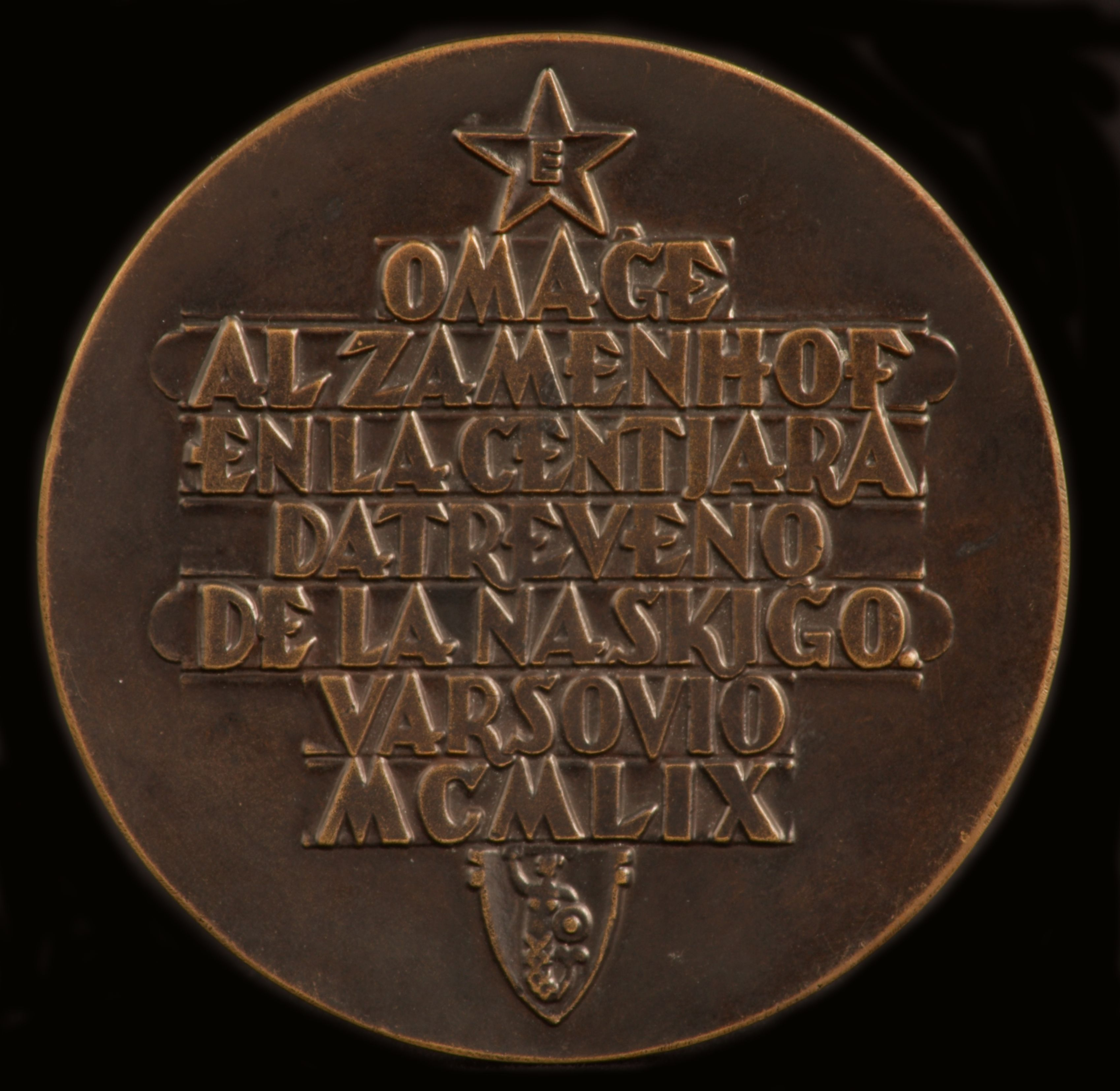
Rewers medalu poświęconego Ludwikowi Zamenhofowi (1959)

Dorobek medalierski Józefa Gosławskiego składa się z kilkudziesięciu dzieł. Najprawdopodobniej jednym z ważniejszych czynników, które skłoniły rzeźbiarza ku tej dziedzinie twórczości była znajomość z Włodzimierzem Głuchowskim:

Zainteresowanie medalierstwem rozbudził w Józwie właśnie mój wuj Włodzimierz Głuchowski zapalony numizmatyk, z którym zaprzyjaźnili się jeszcze przed wojną. Wtedy powstały, między innymi, dwie wspaniałe plakiety-portrety: Marszałka Piłsudskiego, i robiona na zamówienie, papieża Piusa XII. Odwiedzali się jak tylko mogli i dyskutowali, które wydarzenia czy rocznice Józwa powinien uwiecznić w metalu.

Pierwsze prace powstały jeszcze przed wybuchem II wojny światowej, w czasie pobytu artysty we Włoszech. Były to m.in. trzy plakiety z 1939 o tematyce religijnej – Ucieczka do Egiptu, Wskrzeszenie córki Jaira oraz Zwiastowanie – widoczne są w nich wyraźne wpływy antyczne, renesansowe, a także pewne koncepcje stosowane przez Antoniego Madeyskiego. Jeszcze wcześniej, bo w 1935, także w Rzymie, powstała plakieta z popiersiem Józefa Piłsudskiego. Z punktu widzenia twórczości medalierskiej sam pobyt w Wiecznym Mieście zaowocował również istotną znajomością – z Jerzym Wankiewiczem, odlewnikiem, z którym artysta w przyszłości miał wielokrotnie współpracować.
Pierwsze medale powstały już podczas okupacji – były to m.in.: Rok 1939 (1939), Bolesław Chrobry (1940) i Majdanek (1944). Powstające wówczas dzieła, w przeważającej mierze o tematyce martyrologicznej wyrażały protest przeciwko wojnie i towarzyszącym jej okrucieństwom. Po zakończeniu działań zbrojnych artysta kontynuował twórczość medalierską, w której zdecydował się na upamiętnienie żołnierzy polskich, walczących zarówno w wojnie obronnej (m.in. Westerplatte I – 1949 i Westerplatte II – 1954), jak i Ludowym Wojsku Polskim (Lenino I – 1949) oraz Polskich Siłach Zbrojnych na Zachodzie (Monte Cassino – 1949). Wiele medali poświęconych zostało ofiarom zbrodni niemieckich w Polsce, a także wojny jako takiej (m.in. Radogoszcz oskarża faszyzm niemiecki – 1949, Męczennikom obozów koncentracyjnych XX wieku – 1961, Hańba mordercom kobiet i dzieci – 1961, oraz Nigdy wojny – 1963). Liczne prace są wyrazem pamięci i uznania dla znanych Polaków – do tej grupy medali należą np. Fryderykowi Chopinowi w setną trzydziestą dziewiątą rocznicę urodzin. Geniuszowi muzyki polskiej w setną rocznicę zgonu, Juliuszowi Słowackiemu w setną rocznicę zgonu oraz Adamowi Mickiewiczowi w sto pięćdziesiątą rocznicę urodzin (wszystkie trzy z 1949). Innymi tematami podejmowanymi przez artystę były rocznice wydarzeń historycznych (m.in. Grunwald 1410–1960 – 1960 oraz 1000-lecie Chrztu Polski – 1966) i polskie miasta (m.in. 500-lecie powrotu Gdańska do Polski – 1954 oraz Lidzbark Warmiński – miasto mężów znakomitych – 1958). W twórczości Józefa Gosławskiego pojawiła się również tematyka sportowa – np. plakiety Dyskobol i Tenisistka (obie z 1950).
Większość powstających dzieł była doceniana jeszcze za życia artysty, o czym świadczą liczne zakupy do muzeów krajowych (m.in. Warszawa, Wrocław, Kraków, Lublin, Toruń) i zagranicznych (m.in. Praga, Ateny, Budapeszt, Rzym, Watykan, Paryż, Haga, Moskwa, Sankt Petersburg). Zdarzały się jednak przypadki, gdy wpływ decydentów politycznych na kierunki rozwoju kultury prezentowanej szerokiemu gronu odbiorców był dla twórcy niekorzystny:

Muzeum Narodowe w Krakowie już zakupiło cztery medale, natomiast Muzeum Narodowe w Warszawie mimo entuzjazmowania się przez Dyr. Lorentza, Kust. Jodkowskiego, Kust. Szemiothową i innych odmówiło zakupu. Stało się to na skutek interwencji warszawskich kacyków. Mimo zaskoczenia sprawa ta jest do przeżycia, jest tylko żywym przykładem jacy ludzie decydują w tworzeniu naszej kultury. [...] W Warszawie dowiedziałem się, dlaczego komisja odmówiła zakupu moich medali. Zdziwi Cię to, ale jest to prawda, co Ci napiszę. Delegat Ministerstwa Kultury i Sztuki mgr ... nie zgodził się mówiąc: „Gosławski jeszcze nie umarł, aby kupować jego prace”.

Charakterystyczne dla medali Józefa Gosławskiego jest poświęcenie szczególnej uwagi liternictwu, widoczne np. w dziele Hańba mordercom kobiet i dzieci, gdzie wyrazy HAŃBA zostały ułożone w kształcie krzyża. Z kolei zastosowanie odmiennych od powszechnie dominujących kompozycji wpisanych w okrąg uczyniło Gosławskiego prekursorem odejścia od klasycznej formy i kształtu medalu (np. Kołobrzeg 1945–1955 z 1955). Wykorzystywane przez niego rozwiązania wpłynęły na dalszy rozwój polskiego medalierstwa. Jego rolę w tym zakresie jednoznacznie oceniał także dr Adam Więcek:

Odmiennie rozwijała się twórczość Józefa Gosławskiego (1908-1963), nadzwyczaj oryginalnego i uzdolnionego medaliera. [...] Gosławski dokonał w powojennym medalierstwie polskim istnego przewrotu. Jako jeden z pierwszych zerwał on w sposób radykalny z tradycyjną formą oraz kształtem medalu klasycznego. Jego dzieła wyróżniają się rzeźbiarską fakturą oraz próbą syntetycznego ujmowania tematów. [...] Gosławski jest klasą dla siebie. Jego sztuka – wstrząsająca, dramatyczna, ale jakże prawdziwa – była na przełomie lat pięćdziesiątych i sześćdziesiątych czymś zupełnie nowym, zapowiedzią zbliżających się nieuchronnie zmian.

### Monety

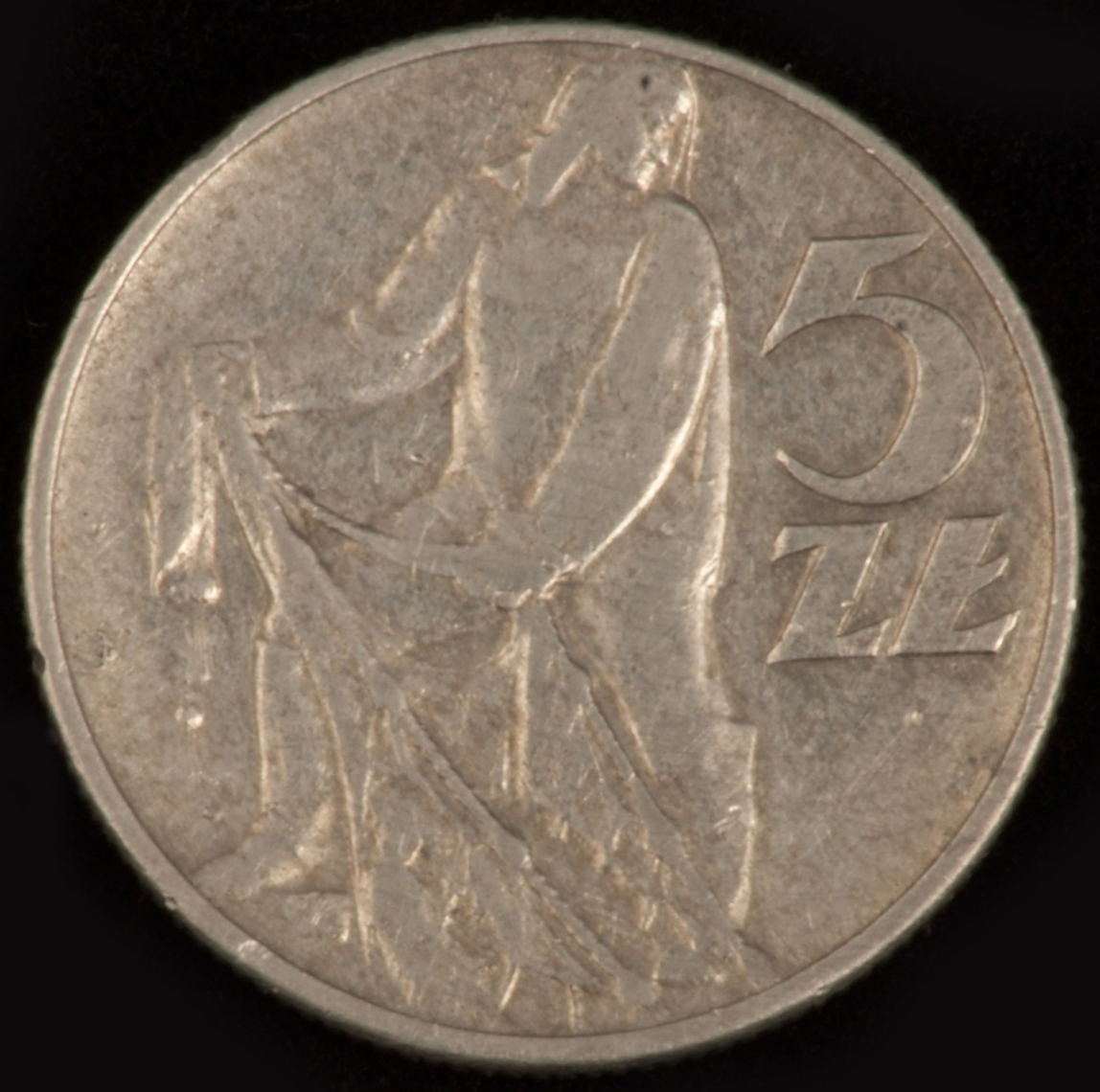
Rewers obiegowej monety 5 zł z wizerunkiem rybaka, bitej według projektu z 1958

#### Konkurs NBP na monety 2, 5 i 10 zł z lat 1957/58
Twórczość Józefa Gosławskiego w zakresie monet związana jest głównie z ogłoszonym w listopadzie 1957 przez NBP konkursem. Jak głosiła broszura z jego warunkami, w związku z trwałością materiału monety miały stać się w przyszłości świadectwem historycznym i artystycznym, zatem:

[...] monety emitowane w Polskiej Rzeczypospolitej Ludowej powinny stanowić dzieło sztuki o wysokiej wartości artystycznej.

Rozstrzygnięcie z marca 1958 było wyraźnym sukcesem Józefa Gosławskiego. Za monetę 10 zł z Mieszkiem I i Dobrawą uzyskał pierwszą nagrodę – zdecydowano o wybiciu jej jako srebrnej monety milenijnej (100 zł) w związku ze zbliżającym się jubileuszem Tysiąclecia Państwa Polskiego. Moneta 2 zł (Kogutki) przyniosła z kolei drugą nagrodę. Ponadto Gosławskiemu przyznano łącznie cztery wyróżnienia za monety: 10 zł (Mikołaj Kopernik), 5 zł (Rybak), 5 zł (Statek Waryński) oraz 2 zł (Łoś). Po wybiciu monet próbnych podjęto decyzję o emisji 5 zł z rybakiem oraz 10 zł z Kopernikiem jako monet obiegowych. Z kolei monety z Łosiem i Kogutkami nie zostały wybite nawet w wersji próbnej.
Moneta Mieszko i Dąbrówka (100 zł) stała się jedną z najdroższych monet okresu PRL, a w latach 70. w konkursie Biuletynu Numizmatycznego zyskała miano Najpiękniejszej Monety Polskiej. Pożądane przez kolekcjonerów są także rzadkie odmiany Rybaka (5zł) – ze słoneczkiem (przebicie stemplem) i bałwankiem (inna ósemka w dacie 1958). Wyjątkową monetą jest również 10 zł z wizerunkiem Kazimierza Wielkiego, bita jako moneta próbna w 1964, gdyż w związku z przyjętym założeniem na awersie miał znaleźć się wizerunek orła białego z czasów panowania ostatniego władcy piastowskiego – tym samym stała się ona jedyną monetą wybitą w PRL, na której znalazł się orzeł w koronie.

#### Obiegowe
| Opis                                                | Nominał     | Średnica [mm] | Masa [g] | Metal lub stop     | Rant      | Okres obiegu | Emitowana w latach                 |
| --------------------------------------------------- | ----------- | ------------- | -------- | ------------------ | --------- | ------------ | ---------------------------------- |
| Rybak (Rewers)                                      | 5 złotych   | 29            | 3,45     | aluminium          | ząbkowany | 1958–1994    | 1958, 1959, 1960, 1971, 1973, 1974 |
| Mikołaj Kopernik(Duży; awers i rewers)              | 10 złotych  | 31            | 12,9     | miedzionikiel      | ząbkowany | 1959–1977    | 1959, 1965                         |
| Mikołaj Kopernik (Mały; awers i rewers)             | 10 złotych  | 28            | 9,5      | miedzionikiel      | ząbkowany | 1967–1977    | 1967, 1968, 1969                   |
| Mieszko i Dobrawa (Okolicznościowa; awers i rewers) | 100 złotych | 35            | 20       | srebro (Próba 900) | gładki    | 1966–1994    | 1966                               |

#### Próbne
| Opis                                                        | Nominał | Średnica [mm] | Metal lub stop             | Rant                         | Rok wybicia |
| ----------------------------------------------------------- | ------- | ------------- | -------------------------- | ---------------------------- | ----------- |
| 50 groszy (Rewers)                                          | 50 gr   | 23            | nikiel, aluminium, mosiądz | ząbkowany                    | 1958        |
| Gałązka dębu (Rewers)                                       | 1 zł    | 25            | nikiel, aluminium          | ząbkowany                    | 1958        |
| Statek Waryński (Awers i rewers)                            | 5 zł    | 29            | nikiel, mosiądz, aluminium | ząbkowany                    | 1958        |
| Statek Waryński (Awers i rewers)                            | 5 zł    | 29            | nikiel, aluminium          | ząbkowany                    | 1960        |
| Atrybuty przemysłu (Rewers)                                 | 5 zł    | 29            | aluminium                  | ząbkowany                    | 1958        |
| Atrybuty przemysłu (Rewers)                                 | 5 zł    | 29            | nikiel                     | ząbkowany                    | 1959        |
| Kazimierz Wielki (Awers i rewers)                           | 10 zł   | 31            | miedzionikiel, nikiel      | ząbkowany                    | 1964        |
| Kazimierz Wielki (wersja z orłem w koronie; awers i rewers) | 10 zł   | 31            | miedzionikiel, nikiel      | ząbkowany                    | 1964        |
| Mieszko i Dobrawa (Profile; awers i rewers)                 | 100 zł  | 35            | nikiel, srebro (Próba 750) | gładki                       | 1960        |
| Mieszko i Dobrawa (Profile; awers i rewers)                 | 100 zł  | 35            | nikiel, srebro (Próba 900) | 1000 lecie państwa polskiego | 1966        |

### Pozostałe dzieła

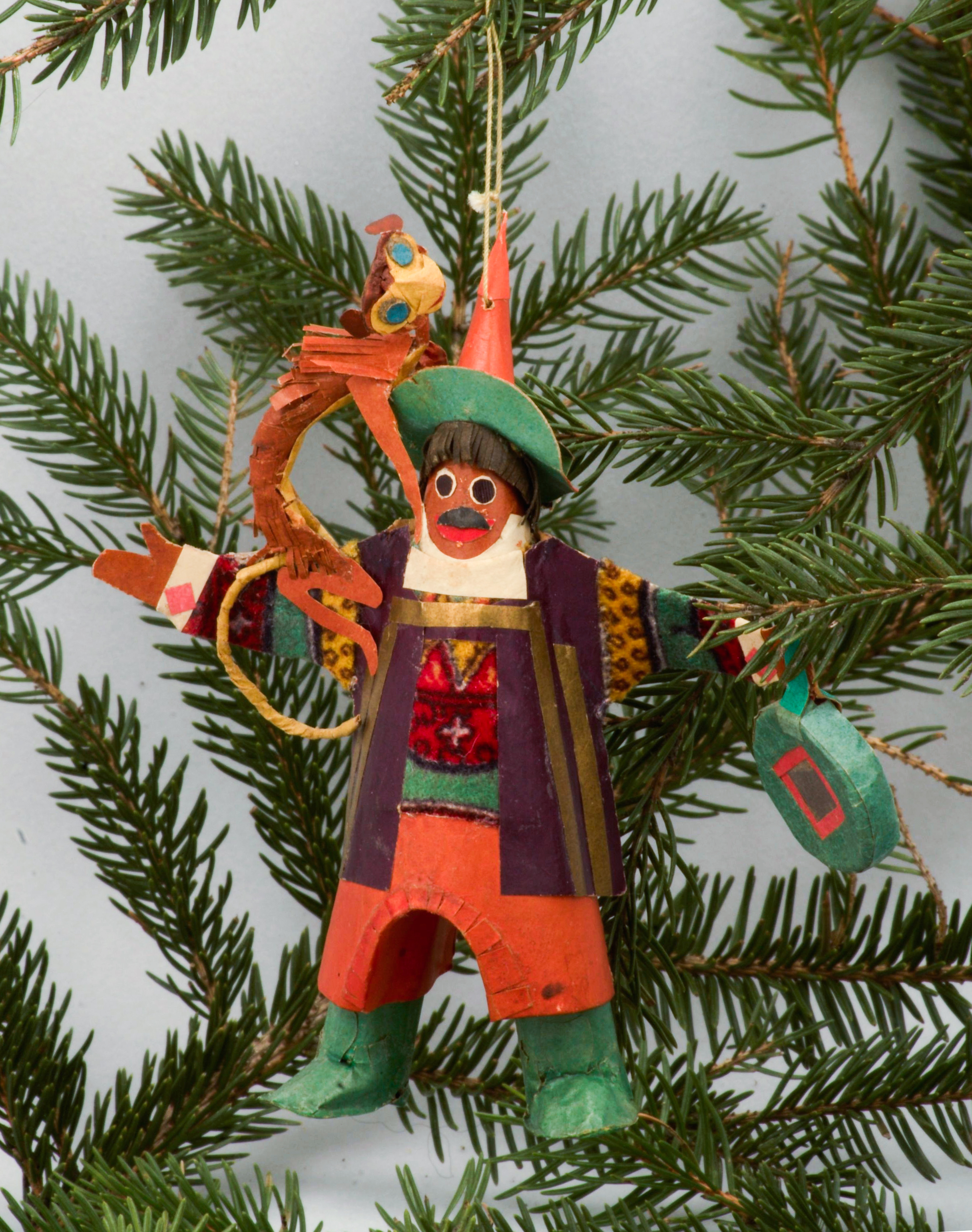
Cygan z małpą

Poza twórczością typową rzeźbiarską i medalierską Józef Gosławski wykonał także szereg innych dzieł. Były to głównie rysunki i akwarele (m.in. z Kazimierza Dolnego oraz z podróży do ZSRR w 1958). W latach 50. i na początku 60. powstał również zestaw zabawek choinkowych.
W czasie pobytu w Wąwolnicy w latach okupacji wraz z bratem Stanisławem wykonali narzędzia, za pomocą których tworzyli prace z zakresu rzemiosła artystycznego:

Po wykonaniu dłut brat mój Józef zaczął projektować przedmioty przemysłu artystycznego. Były to różnego rodzaju talerze, patery, kasetki, papierośnice, kałamarze. Wszystkie [...] były wykonane z dużym smakiem, żeby jako tako żyć

Z tego okresu pochodzą także drewniane figurki wojów słowiańskich (1943) oraz odlana w brązie Plakieta z Matką Boską Częstochowską (1944). Z kolei po wojnie Józef Gosławski projektował liczne odznaczenia, m.in.: Odznakę Nagrody Państwowej (1951), Medal 10-lecia Polski Ludowej (1954), Odznakę Wzorowego Żołnierza (po 1958), Medal za Ofiarność i Odwagę (1960) oraz Odznakę absolwenta Akademii Medycznej w Warszawie (1962). Równolegle powstawały medalioniki, m.in. z żoną Wandą (1949), Adamem Mickiewiczem (1955) i Fryderykiem Chopinem (1955). Artysta wykonywał także dzieła z zakresu rzeźby ceramicznej, jak np. Madonnę z Dzieciątkiem z 1960, czy też karykaturę ubogiego malarza – Cołaska z 1962. W zrealizowanych przez niego popiersiach wystawienniczych do ekspozycji biżuterii dla Jablonexu z 1961 widoczne są podobne tendencje stylistyczne, jakie spotyka się w dziełach Józefa Trenarowskiego, a także Haliny Chrostowskiej.

### Udział w konkursach
| Rok       | Konkurs                                                       | Uwagi |
| --------- | ------------------------------------------------------------- | --- |
| 1936      | Konkurs na popiersie Józefa Piłsudskiego                      | I nagroda; rzeźba zrealizowana 1938–1939, w zbiorach Muzeum Narodowego w Warszawie (RZW. 753); odlew w Muzeum w Turku |
| 1946/47   | Konkurs na godło państwowe                                    | II nagroda |
| 1951      | Konkurs na rzeźby na pl. Konstytucji w Warszawie              | Rzeźba Muzyka znajduje się na budynku przy ul. Koszykowej 34/50 |
| 1951      | Konkurs na odznakę GKKF                                       | I nagroda |
| 1951      | Konkurs na odznakę nagrody państwowej                         | I nagroda |
| 1953      | Konkurs na pomnik partyzantów w Lublinie                      | Miejsce przechowywania projektu nieznane |
| 1953      | Konkurs na Łuk Triumfalny w Lublinie                          | Miejsce przechowywania projektu nieznane |
| 1953      | Konkurs na medal z okazji 500-lecia powrotu Gdańska do Polski | Medal w zbiorach Muzeum w Lublinie (N/440, N/441), Muzeum Narodowego w Poznaniu (E 6376, E 6377, E 10009), Muzeum Sztuki Medalierskiej we Wrocławiu (MP 145, 8106, MP 9202), Zamku Królewskiego w Warszawie – kolekcja Kuryłowicza (-4817/602), Zakładu Narodowego im. Ossolińskich (G 2260, G 6390, G 6484) oraz w zbiorach prywatnych                                |
| 1955      | Konkurs na pomnik Adama Mickiewicza w Poznaniu                | Projekt pomnika w zbiorach prywatnych |
| 1957      | Międzynarodowy konkurs na pomnik w Oświęcimiu-Brzezince       | Miejsce przechowywania projektu nieznane |
| 1958      | Konkurs na monety                                             | 10 zł – I nagroda za projekt Mieszko i Dąbrówka (moneta wyemitowana jako srebrne 100 zł w 1966) 10 zł – wyróżnienie za projekt Mikołaj Kopernik (moneta weszła do obiegu w 1959) 5 zł – wyróżnienia: projekt Statek Waryński oraz Rybak (moneta weszła do obiegu w 1958) 2 zł – dwie II nagrody: projekt Kogutki i projekt rewersu z orłem; wyróżnienie za projekt Łoś |
| 1958      | I etap konkursu na pomnik Bohaterów Warszawy                  | Miejsce przechowywania pierwszego projektu nieznane; drugi w zbiorach Muzeum Warszawy (22176) |
| 1958      | Konkurs na medal XV-lecia Ludowego Wojska Polskiego           | I, II i III nagroda |
| 1959      | II etap konkursu na pomnik Bohaterów Warszawy                 | I nagroda (jedna z sześciu); projekt powstał we współpracy z Wandą i Stanisławem Gosławskim, obecnie w zbiorach Muzeum Warszawy (22178) |
| 1959/1960 | Konkurs na pomnik 1 Armii WP                                  | Projekt powstał we współpracy z Wandą i Stanisławem Gosławskim. Miejsce przechowywania projektu nieznane |
| 1961      | Konkurs na pomnik Juliusza Słowackiego w Warszawie            | Jeden z projektów w zbiorach Muzeum Sztuki Medalierskiej we Wrocławiu (DK. 21108), drugi w zbiorach prywatnych |
| 1962      | Konkurs na pomnik Żydów pomordowanych w Lublinie              | Projekt pomnika Płonące getto w zbiorach prywatnych |
| 1962      | Konkurs na pomnik Bolesława Prusa w Warszawie                 | Dwa wyróżnienia honorowe; jeden z projektów powstał we współpracy z Wandą Gosławską; jeden z projektów zbiorach prywatnych, drugi w zbiorach Muzeum Sztuki Medalierskiej we Wrocławiu (DK.2109) |

## Wystawy

### Indywidualne
| Rok       | Miasto          | Placówka                                              | Liczba prac |
| --------- | --------------- | ----------------------------------------------------- | ----------- |
| 1933      | Kraków          | Pałac Sztuki                                          | ?           |
| 1960      | Budapeszt       | Ośrodek Kultury Polskiej                              | 30          |
| 1963      | Warszawa        | Dom Wojska Polskiego                                  | 49          |
| 1968      | Wrocław         | Ratusz                                                | 80          |
| 1973      | Warszawa        | Centralne Biuro Wystaw Artystycznych                  | 343         |
| 1974      | Warszawa        | Galeria Wojskowa DWP                                  | 34          |
| 1974      | Warka           | Muzeum im. Kazimierza Pułaskiego                      | 56          |
| 1974      | Bydgoszcz       | Muzeum Okręgowe                                       | 18          |
| 1987      | Lublin          | Muzeum Okręgowe                                       | 76          |
| 1995      | Kazimierz Dolny | Muzeum Nadwiślańskie – Galeria Letnia                 | 80          |
| 1996      | Bolesławiec     | Bolesławiecki Ośrodek Kultury                         | 70          |
| 1997      | Chełmno         | Muzeum Okręgowe                                       | 50          |
| 2000      | Konin           | Muzeum Okręgowe                                       | 84          |
| 2003      | Warszawa        | Galeria Domu Artysty Plastyka                         | 105         |
| 2014      | Orońsko         | Centrum Rzeźby Polskiej w Orońsku                     | ?           |
| 2014/2015 | Warszawa        | Muzeum Rzeźby im. Xawerego Dunikowskiego w Królikarni | ?           |
| 2023/2024 | Luboń           | Muzeum Martyrologiczne w Żabikowie                    | ?           |

### Wspólne z Wandą Gosławską
| Rok  | Miasto        | Wystawa                               | Placówka                 | Liczba prac |
| ---- | ------------- | ------------------------------------- | ------------------------ | ----------- |
| 2024 | Żelazowa Wola | Wanda i Józef Gosławscy. Sztuka życia | Muzeum Fryderyka Chopina | ?           |

### Zbiorowe (wybrane)

#### Krajowe
| Rok       | Miasto          | Wystawa                                                                                                | Placówka                                                    |
| --------- | --------------- | --- | ----------------------------------------------------------- |
| 1946      | Lublin          | Festiwal Sztuk                                                                                         | ?                                                           |
| 1947      | Kraków          | II Ogólnopolski Salon Zimowy                                                                           | ?                                                           |
| 1949      | Warszawa        | Plastycy w walce o pokój                                                                               | ?                                                           |
| 1950      | Warszawa        | I Ogólnopolska Wystawa Plastyki                                                                        | ?                                                           |
| 1951/1952 | Warszawa        | II Ogólnopolska Wystawa Plastyki                                                                       | ?                                                           |
| 1953      | Warszawa        | 10 lat Ludowego Wojska Polskiego                                                                       | ?                                                           |
| 1953      | Lublin          | Salon Jesienny ZPAP Okręgu Lubelskiego                                                                 | ?                                                           |
| 1954      | Warszawa        | IV Ogólnopolska Wystawa Plastyki                                                                       | ?                                                           |
| 1955      | Poznań          | Wystawa ZPAP Okręgu Poznańskiego                                                                       | ?                                                           |
| 1955      | Poznań          | Jesienna wystawa ZPAP Okręgu Poznańskiego                                                              | ?                                                           |
| 1958/1959 | Warszawa        | Rzeźba warszawska 1945–1958                                                                            | ?                                                           |
| 1959      | Warszawa        | Warszawa w sztuce współczesnej                                                                         | ?                                                           |
| 1959      | Warszawa        | II Ogólnopolska Wystawa Plastyki Marynistycznej                                                        | ?                                                           |
| 1960      | Warszawa        | Rzeźba polska 1945–1960                                                                                | ?                                                           |
| 1961/1962 | Warszawa        | Polskie dzieło plastyczne w XV-lecie PRL                                                               | ?                                                           |
| 1962      | Lublin          | Martyrologia i walka Narodu Polskiego 1939–45                                                          | ?                                                           |
| 1962      | Poznań          | Salon Jesienny                                                                                         | ?                                                           |
| 1963      | Warszawa        | Ogólnopolska Wystawa XX-lecia Ludowego Wojska Polskiego w twórczości plastycznej                       | ?                                                           |
| 1963      | Warszawa        | I Ogólnopolska Wystawa Medalierstwa                                                                    | ?                                                           |
| 1963      | Warszawa        | Warszawa w Sztuce                                                                                      | ?                                                           |
| 1963      | Warszawa        | Wystawa w XVIII rocznicę wyzwolenia Oświęcimia                                                         | ?                                                           |
| 1963      | Warszawa        | Wystawa sztuki użytkowej w XV-lecie PRL                                                                | ?                                                           |
| 1963      | Warszawa        | Wystawa rzeźb i tkanin Okręgu Warszawskiego ZPAP                                                       | ?                                                           |
| 1964      | Warszawa        | Warszawa w sztuce                                                                                      | ?                                                           |
| 1964      | Warszawa        | Ogólnopolska Wystawa „Tkanina, ceramika, szkło”                                                        | Centralne Biuro Wystaw Artystycznych                        |
| 1965      | Warszawa        | Wystawa grafiki i rzeźby w XX-lecie PRL                                                                | ?                                                           |
| 1965      | Toruń           | Odznaczenia, monety i medale PRL                                                                       | ?                                                           |
| 1966      | Wrocław         | Sztuka medalierska w Polsce Ludowej 1945–1965                                                          | ?                                                           |
| 1969      | Warszawa        | 25 lat sztuki medalierskiej w Polsce                                                                   | ?                                                           |
| 1969      | Wrocław         | Wystawa ceramiki i szkła w XXV-lecie PRL                                                               | ?                                                           |
| 1969/1970 | Bydgoszcz       | Medale PRL                                                                                             | ?                                                           |
| 1969/1970 | Warszawa        | 25 lat rzeźby warszawskiej                                                                             | ?                                                           |
| 1970      | Poznań          | Wojna i pokój w twórczości plastycznej                                                                 | ?                                                           |
| 1971      | Wrocław         | Rzeźba pomnikowa i monumentalna w PRL                                                                  | ?                                                           |
| 1971      | Toruń           | Tematyka kopernikowska w medalierstwie i numizmatyce                                                   | ?                                                           |
| 1971      | Bydgoszcz       | Miasta polskie w medalach                                                                              | ?                                                           |
| 1972      | Wrocław         | Polskie medale i odznaki medyczne                                                                      | ?                                                           |
| 1972      | Bydgoszcz       | Kobieta w twórczości medalierskiej                                                                     | ?                                                           |
| 1972      | Bydgoszcz       | Sławni Polacy na medalach                                                                              | ?                                                           |
| 1974      | Lublin          | Przegląd rzeźby polskiej 1944–1974                                                                     | ?                                                           |
| 1974      | Radom           | Współczesna rzeźba portretowa                                                                          | ?                                                           |
| 1974      | Bydgoszcz       | Medale sportowe                                                                                        | ?                                                           |
| 1974      | Bydgoszcz       | Medale muzeów polskich                                                                                 | ?                                                           |
| 1974      | Bydgoszcz       | Miasta polskie w medalach                                                                              | ?                                                           |
| 1974      | Warszawa        | Przeciw wojnie. Wystawa malarstwa, grafiki, rzeźby ze zbiorów Państwowego Muzeum na Majdanku           | ?                                                           |
| 1977      | Bydgoszcz       | Monety PRL                                                                                             | ?                                                           |
| 1977      | Bydgoszcz       | Ludzie teatru w medalierstwie                                                                          | ?                                                           |
| 1979      | Wrocław         | Współczesne medalierstwo polskie 1944–1979                                                             | ?                                                           |
| 1979/1980 | Bydgoszcz       | Pisarze polscy na medalach                                                                             | ?                                                           |
| 1980      | Bydgoszcz       | Tradycje wojska polskiego                                                                              | ?                                                           |
| 1980      | Bydgoszcz       | Kobieta w twórczości medalierskiej                                                                     | ?                                                           |
| 1980      | Warszawa        | Nauka polska w medalach                                                                                | ?                                                           |
| 1985/1986 | Bydgoszcz       | Pieniądz Polski Ludowej 1944–1983                                                                      | ?                                                           |
| 1986      | Lublin          | Plastyka lubelska                                                                                      | ?                                                           |
| 1986      | Ostrołęka       | Medale pamiątkowe Muzeów polskich                                                                      | ?                                                           |
| 1987      | Bydgoszcz       | Kobieta na medalu                                                                                      | ?                                                           |
| 1988/1989 | Tuchola         | Medale jubileuszowe miast polskich                                                                     | ?                                                           |
| 1990      | Bydgoszcz       | Fryderyk Chopin i ludzie jego epoki                                                                    | ?                                                           |
| 1996      | Bydgoszcz       | Wybitni Polacy na medalach                                                                             | ?                                                           |
| 1997      | Warszawa        | Tadeusz Breyer i jego uczniowie                                                                        | ?                                                           |
| 1997      | Wrocław         | Rzeźba polska                                                                                          | ?                                                           |
| 1998/1999 | Warszawa        | Tunel czasu. Warszawska rzeźba końca wieku                                                             | ?                                                           |
| 2002      | Warszawa        | Nauka polska w medalierstwie                                                                           | ?                                                           |
| 2007/2008 | Bydgoszcz       | Farmacja i medycyna w medalierstwie                                                                    | Muzeum Okręgowe im. Leona Wyczółkowskiego                   |
| 2008      | Warszawa        | Obecni nieobecni                                                                                       | Dom Artysty Plastyka                                        |
| 2009      | Toruń           | Mikołaj Kopernik w medalierstwie                                                                       | Dom Kopernika                                               |
| 2009      | Bydgoszcz       | Muzea polskie w medalierstwie ze zbiorów MOB                                                           | Muzeum Okręgowe im. Leona Wyczółkowskiego                   |
| 2010      | Wrocław         | Impresje Chopinowskie                                                                                  | Muzeum Miejskie Wrocławia                                   |
| 2010/2011 | Warszawa        | Wojsko Polskie w medalierstwie Józefa Gosławskiego i w kolekcji medali Centralnej Biblioteki Wojskowej | Centralna Biblioteka Wojskowa                               |
| 2011      | Warszawa        | Polska Szkoła Mistrzów                                                                                 | Siedziba orkiestry Sinfonia Varsovia                        |
| 2011      | Warszawa        | Rzeźbiarze Saskiej Kępy wczoraj i dziś                                                                 | Klub Kultury Saska Kępa                                     |
| 2012      | Warszawa        | Sztuka wszędzie. Akademia Sztuk Pięknych w Warszawie 1904–1944                                         | Zachęta Narodowa Galeria Sztuki                             |
| 2012      | Sucha Beskidzka | Pieniądz jako dzieło sztuki                                                                            | Muzeum Miejskie Suchej Beskidzkiej                          |
| 2012      | Płock           | Medale z daru Tadeusza Boguckiego                                                                      | Muzeum Mazowieckie                                          |
| 2012/2013 | Bydgoszcz       | Pieniądz PRL                                                                                           | Muzeum Okręgowe im. Leona Wyczółkowskiego                   |
| 2015      | Warszawa        | Figury retoryczne. Warszawska rzeźba architektoniczna 1918–1970                                        | Muzeum Rzeźby im. Xawerego Dunikowskiego w Królikarni       |
| 2016      | Warszawa        | Artyści Saskiej Kępy                                                                                   | Prom Kultury Saska Kępa                                     |
| 2018      | Warszawa        | O ginących pracowniach                                                                                 | Dom Kultury Śródmieście – Rotacyjny Dom Kultury na Jazdowie |
| 2018      | Legnica         | Józef Piłsudski w karykaturze                                                                          | Muzeum Miedzi w Legnicy                                     |
| 2018/2019 | Warszawa        | Krzycząc: Polska! Niepodległa 1918                                                                     | Muzeum Narodowe w Warszawie                                 |

#### Zagraniczne
| Rok       | Państwo                  | Miasto              | Wystawa | Placówka       |
| --------- | ------------------------ | ------------------- | --- | -------------- |
| 1932      | Austria                  | Wiedeń              | Międzynarodowa Wystawa Karykatury | Künstlerhaus   |
| 1936      | Włochy                   | Rzym                | Wystawa Koła Artystów Polskich „Kapitol” | ?              |
| 1936      | Włochy                   | Rzym                | Wystawa Koła Artystów Polskich „Kapitol” | ?              |
| 1950      | Czechosłowacja           | Praga               | Światowa Wystawa Medalierstwa | ?              |
| 1950      | Włochy                   | Rzym                | Wystawa sztuki sakralnej | ?              |
| 1959      | Włochy                   | Katania             | Circolo Artistico | ?              |
| 1959      | Austria                  | Wiedeń              | Międzynarodowa Wystawa Medali Współczesnych | ?              |
| 1963/1964 | ZSRR                     | Moskwa-Mińsk        | Wystawa w 20. rocznicę Wielkiej Wojny Ojczyźnianej | ?              |
| 1964      | Włochy                   | Arezzo              | Międzynarodowy Konkurs Medalierstwa | ?              |
| 1965      | NRD                      | Berlin-Erfurt-Lipsk | Żołnierze narodu – polska armia w sztuce | ?              |
| 1966      | Czechosłowacja           | Kralupe             | Międzynarodowa wystawa medali | ?              |
| 1966      | Bułgaria                 | Sofia               | Wystawa medalierstwa polskiego | ?              |
| 1966/1967 | Węgry                    | Wystawa objazdowa   | Wojsko polskie w służbie ludowej obronności | ?              |
| 1967      | Jugosławia               | Wystawa objazdowa   | Wojsko polskie w służbie ludowej obronności | ?              |
| 1967      | Finlandia Szwecja Polska | Wystawa objazdowa   | ? | ?              |
| 1967      | Francja                  | Paryż               | XXVII Salon Sztuki Sakralnej | ?              |
| 1968      | ZSRR                     | Moskwa              | Tematyka społeczno-rewolucyjna w polskiej sztuce plastycznej | ?              |
| 1969      | Węgry                    | Budapeszt           | Międzynarodowa Wojskowa Wystawa Plastyki | ?              |
| 1971      | Francja                  | Paryż               | 50 lat sztuki medalierskiej w Polsce | ?              |
| 1971      | Holandia                 | Haga                | Wystawa medali polskich | ?              |
| 1972      | NRD                      | Berlin              | Wojna i pokój w sztukach plastycznych PRL | ?              |
| 1985      | Czechosłowacja           | Praga               | Polskie medalierstwo współczesne | ?              |
| 2003      | Austria                  | Wiedeń              | Nowe Państwo. Polska sztuka między eksperymentem a reprezentacją 1918–1939 (niem. Der neue Staat. Polnische Kunst zwischen Experiment und Repräsentation von 1918 bis 1939) | Leopold Museum |

## Nagroda
- Nagroda Ministra Obrony Narodowej III stopnia w dziedzinie plastyki za serię medali o tematyce wojskowej (1962)[108]

## Upamiętnienie
Postać Józefa Gosławskiego i jego twórczość, szczególnie medalierska, przypominana jest nie tylko przy okazji organizowanych wystaw. W grudniu 2008 Mennica Polska wyemitowała dla Lidzbarka Warmińskiego dukat lokalny Czterech mężów, w którym awers wykonano na podstawie medalu Gosławskiego – Lidzbark Warmiński – miasto mężów znakomitych.
W 2009 Józefowi Gosławskiemu poświęcono zestaw numizmatów z serii Słynni medalierzy – stał się tym samym drugim, po Stanisławie Wątróbskiej-Frindt, medalierem upamiętnionym w ten sposób. W zestawie tym wyemitowany został m.in. medal Rok 1939, który powstały według modelu wykonanego przez J. Gosławskiego podczas II wojny światowej. Przy tej okazji po raz pierwszy zaprezentowano publicznie ten model. Towarzyszył mu też medal Hanny Jelonek z wizerunkiem artysty (awers) oraz pomnikiem Chopina jego autorstwa (rewers). Wspomniany pomnik stał się inspiracją także dla cyklu obrazów autorstwa Piotra Pawińskiego.
W 2009 wybito srebrne i złote repliki monety 5 zł z wizerunkiem rybaka, którą Józef Gosławski zaprojektował na konkurs NBP w 1957-58. W 2012 Mennica Polska znów sięgnęła po projekty przygotowane na ten konkurs. Wyemitowano wówczas repliki monet Kogutki (2 zł, w srebrze i w złocie), Łoś (2 zł, w srebrze i w złocie) oraz złotą replikę 100-złotowej monety z Mieszkiem i Dobrawą. Od 2016 w pałacu w Jaszunach na Wileńszczyźnie znajduje się odlew rzeźby Juliusza Słowackiego wykonany na podstawie projektu autorstwa Józefa Gosławskiego. W tym samym roku na gmachu Sejmu RP zamontowano płaskorzeźby wykonane według projektu artysty z lat 50. XX wieku.
Imię artysty nosi jedna z ulic w Wąwolnicy – miejscowości, z którą artysta był związany przez szereg lat.
Wśród kustoszy pamięci o Józefie Gosławskim jest jego rodzina, m.in. wnukowie Piotr i Tadeusz Rudzcy.

## Galeria

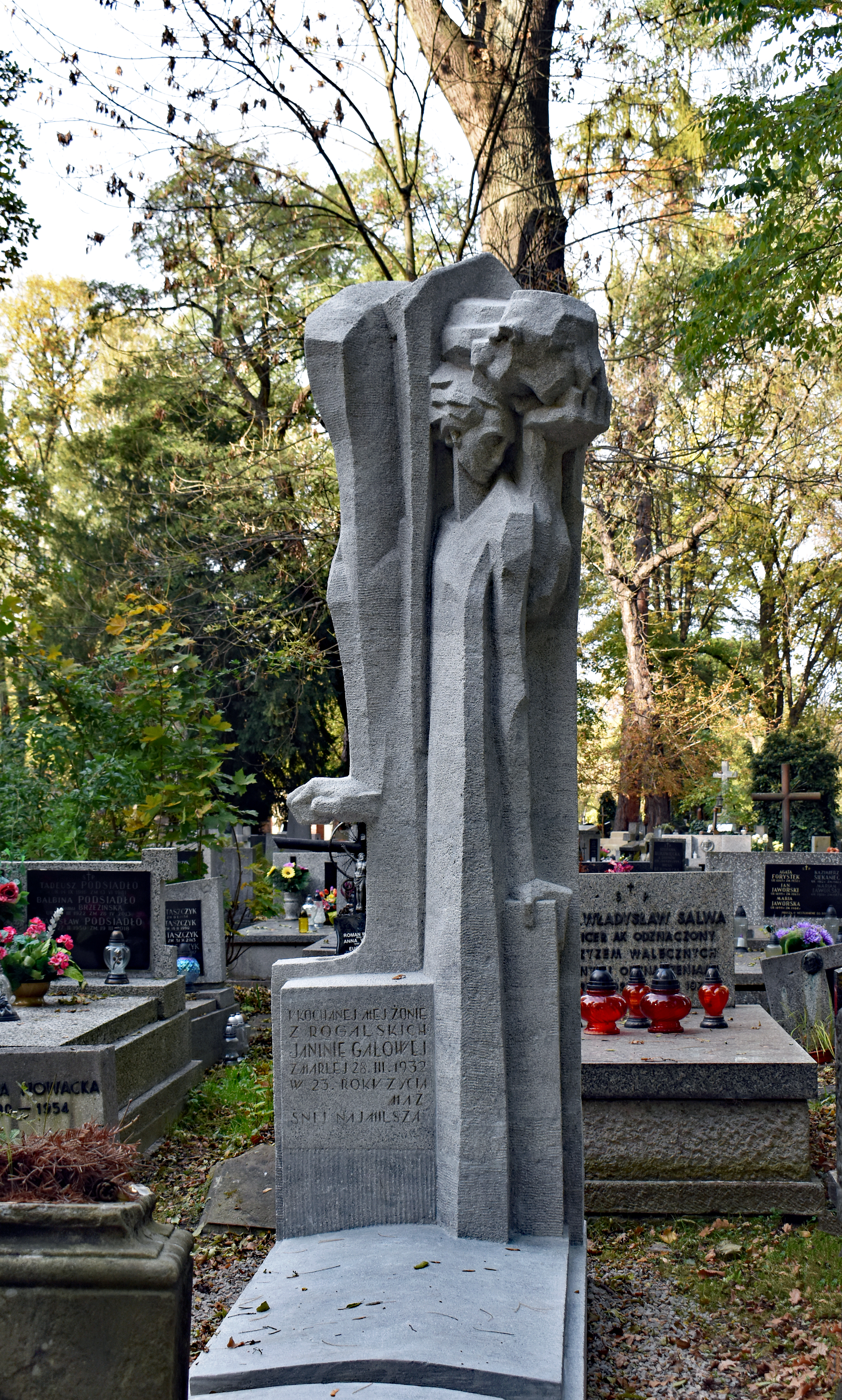
Pomnik na cmentarzu Rakowickim w Krakowie, nagrobek Janiny Gałowej z Rogalskich (1932)
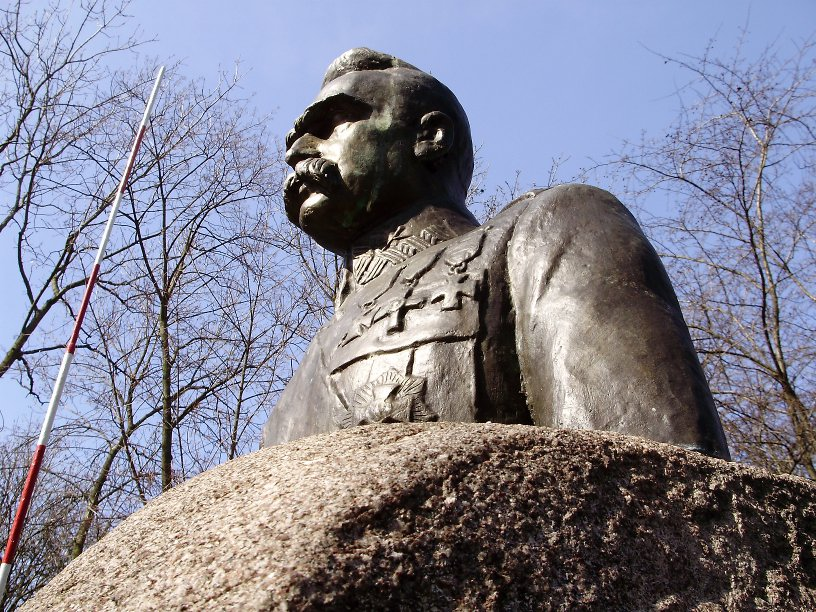
Pomnik Józefa Piłsudskiego w Turku (projekt z 1936)
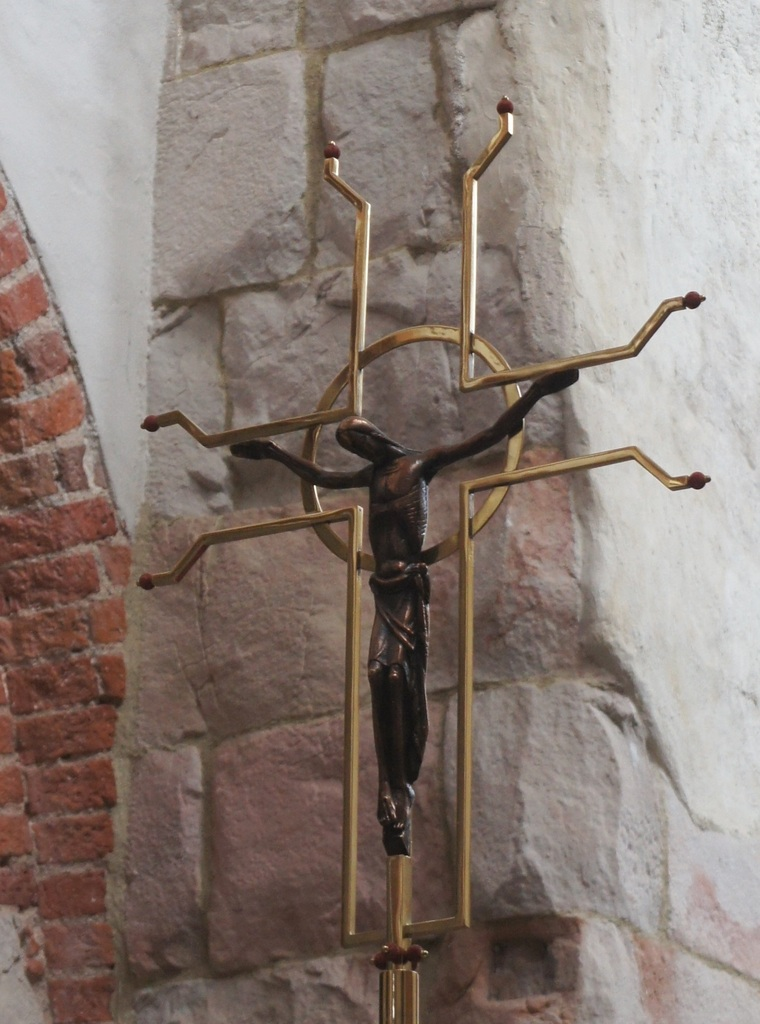
Krucyfiks w archikolegiacie w Tumie (projekt z 1943)
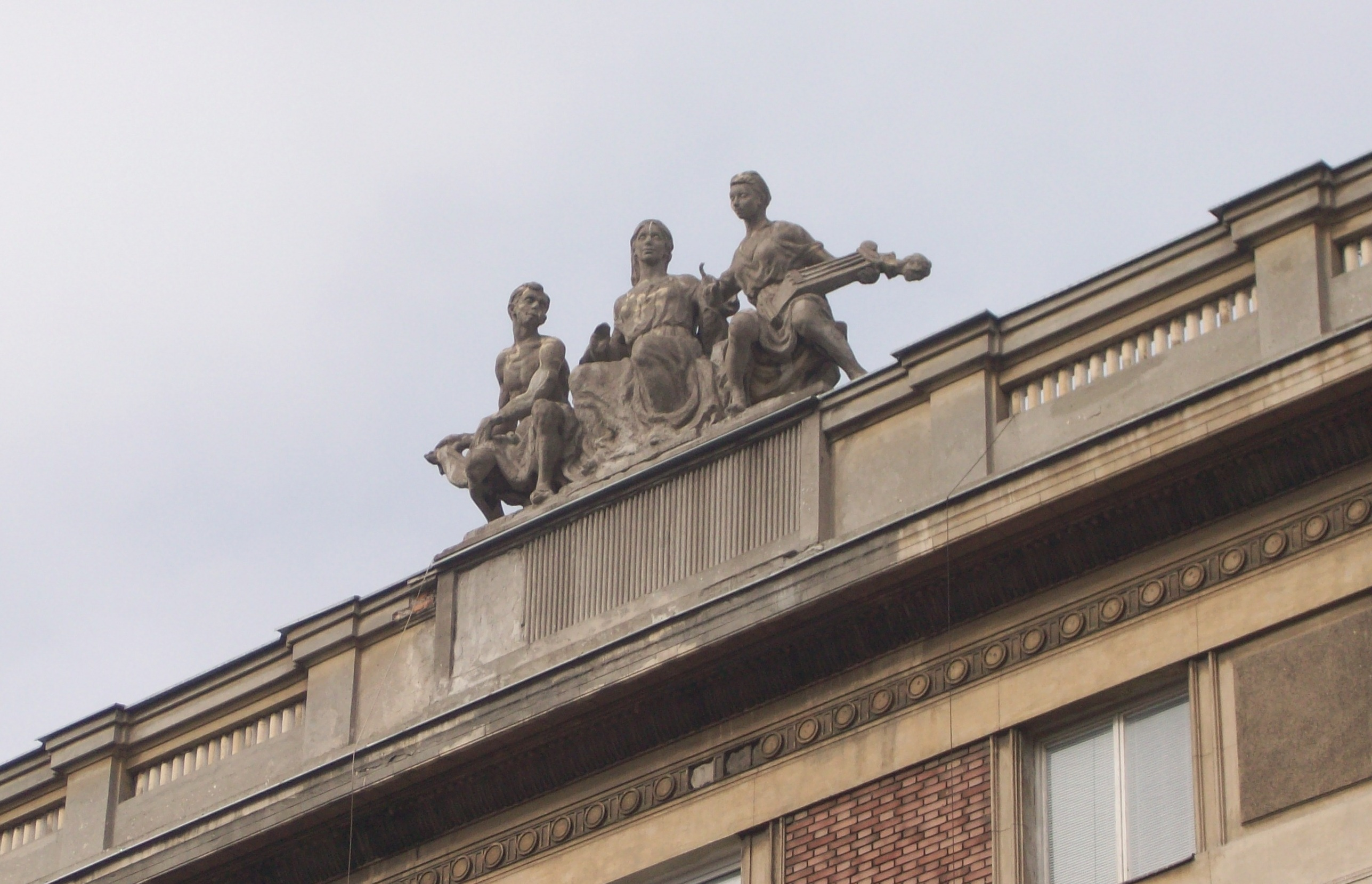
Grupa Muzyka na warszawskim MDM-ie (1952)
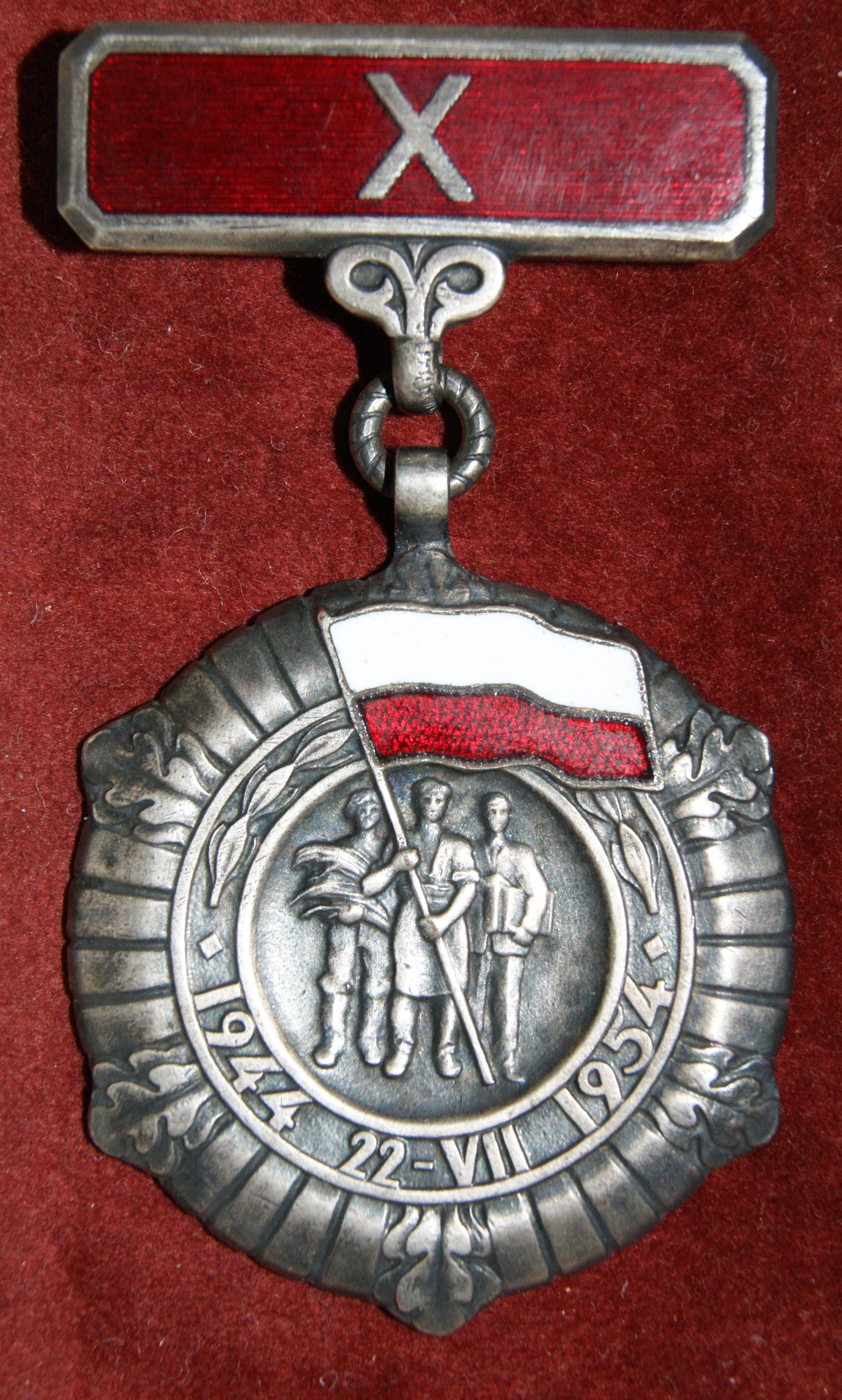
Medal 10-lecia Polski Ludowej (1954)
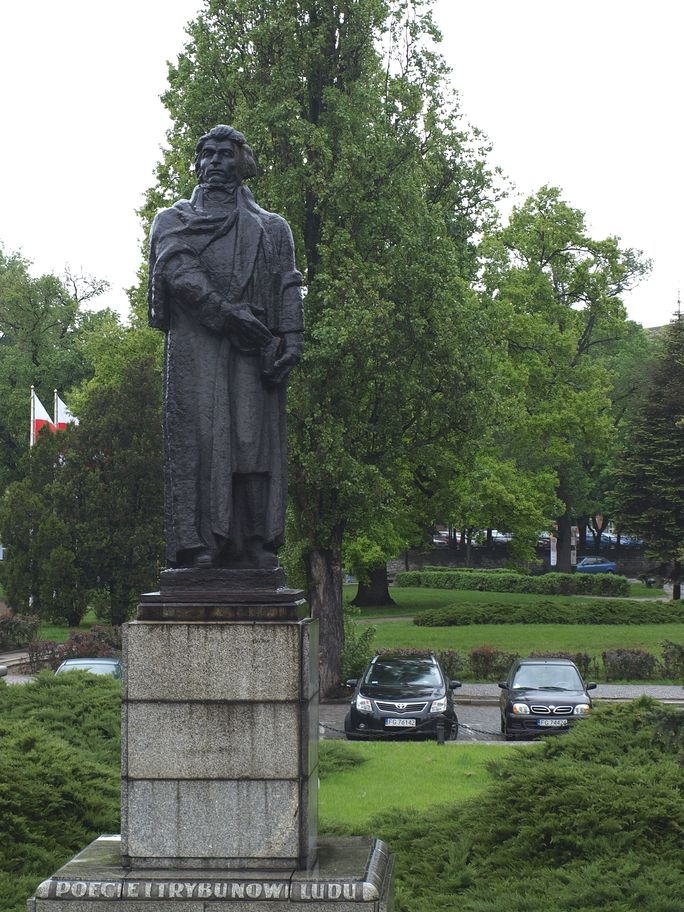
Pomnik Adama Mickiewicza w Gorzowie Wielkopolskim (1956)
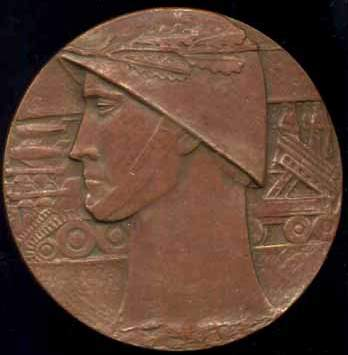
Medal wykonany na XV-lecie LWP (1958)
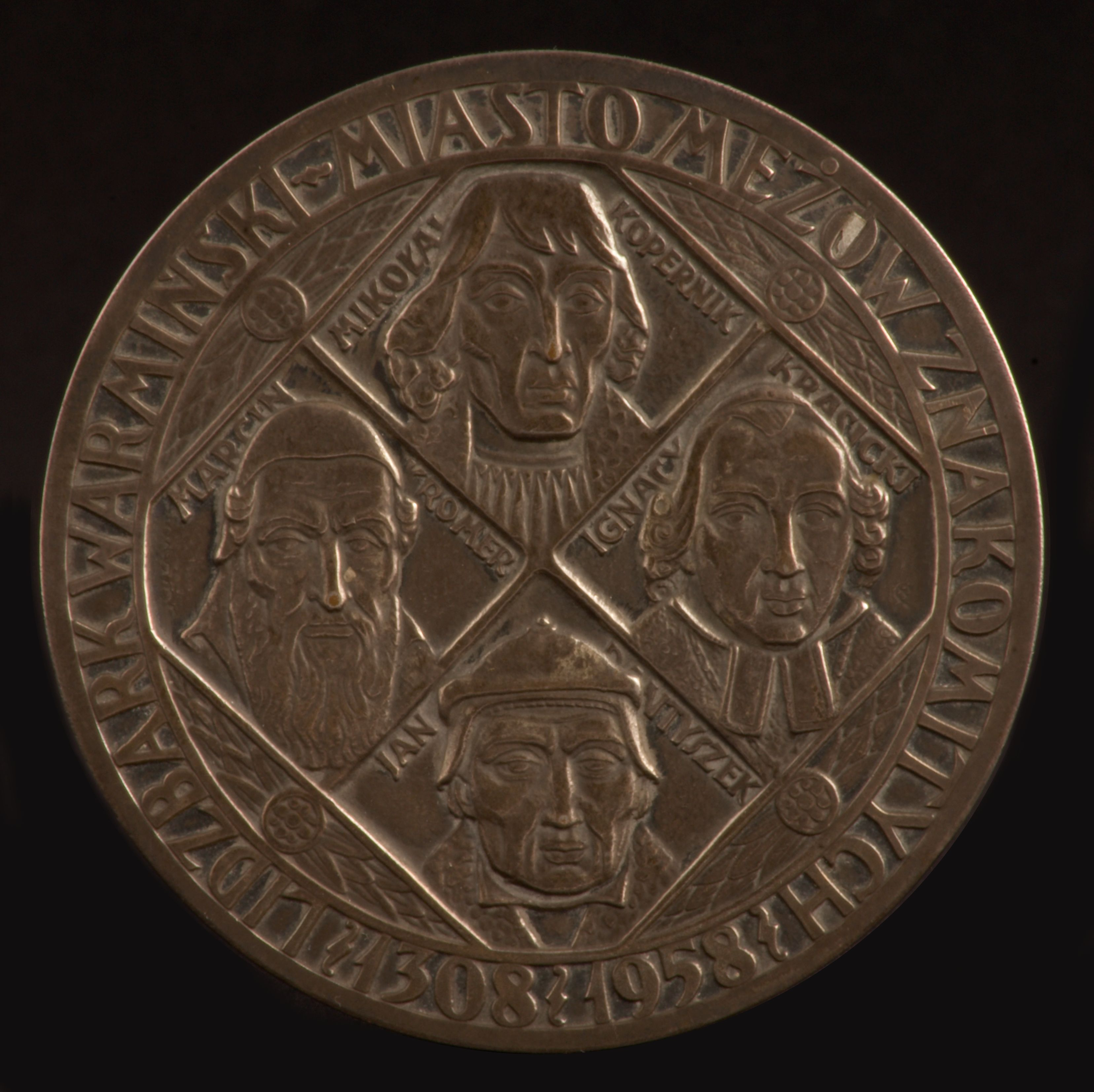
Medal Lidzbark Warmiński – miasto mężów znakomitych (1958)
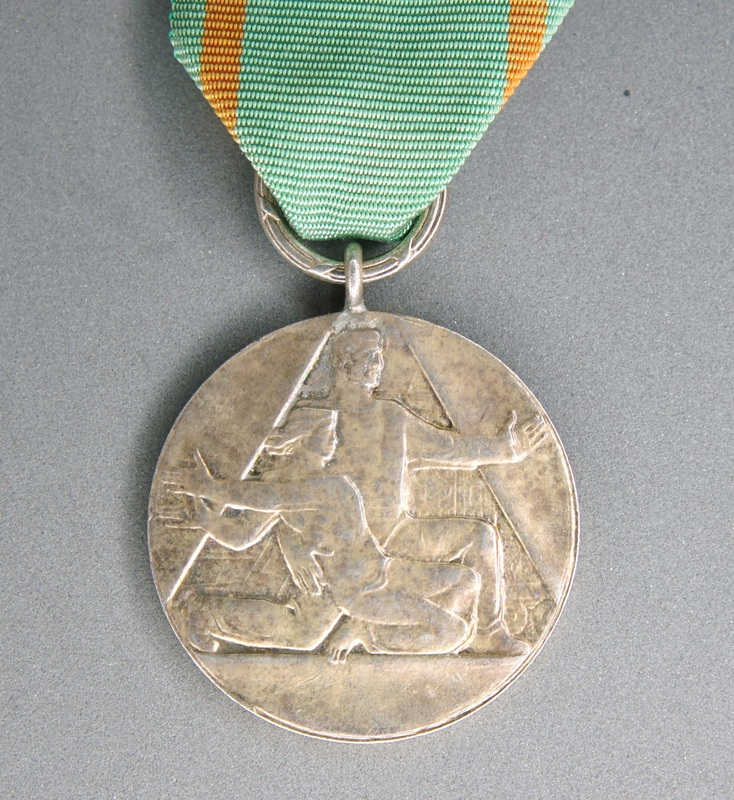
Medal za Ofiarność i Odwagę (1960)
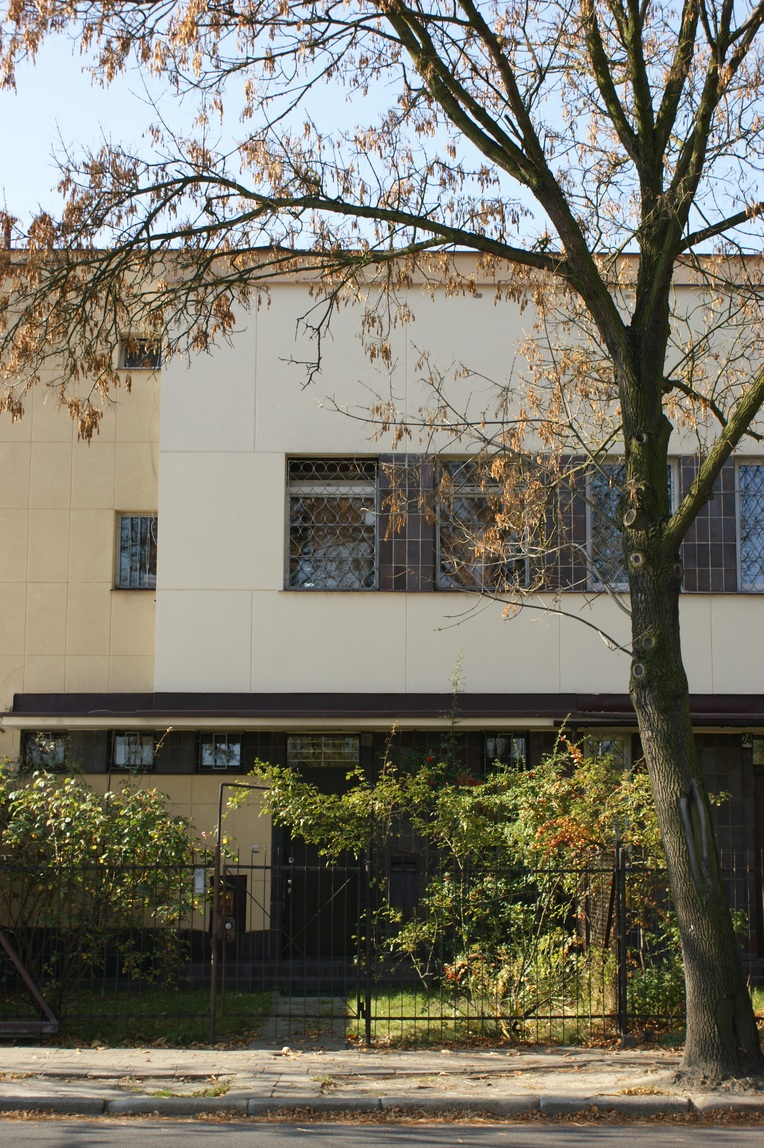
Dom przy ul. Promienistej w Poznaniu, w którym rzeźbiarz mieszkał w latach 1948–1956
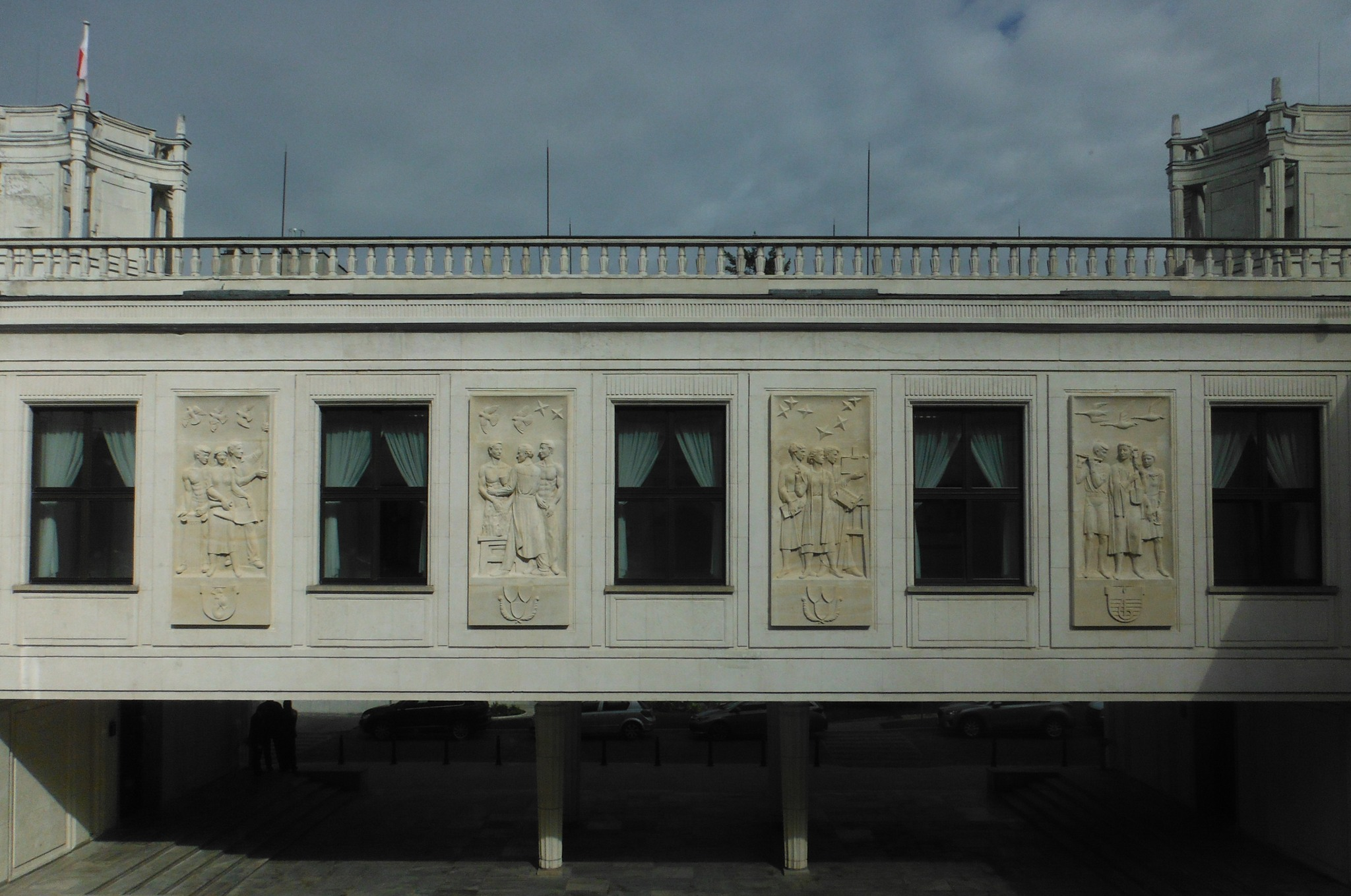
Cztery alegoryczne płaskorzeźby zrealizowane w 2016 na gmachu Sejmu RP